# 예언자

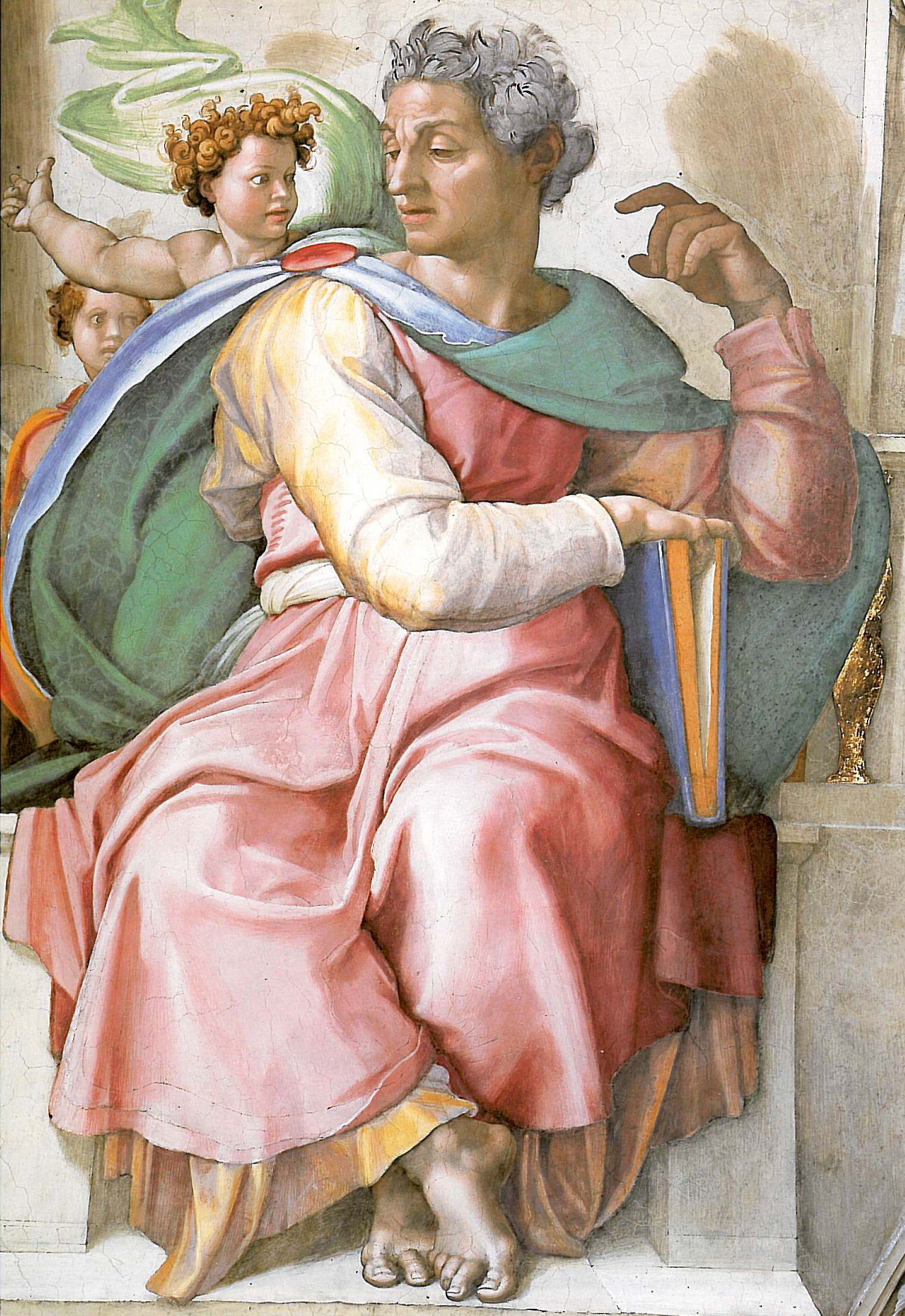
성경의 주요 예언자인 이사야를 묘사한 미켈란젤로의 시스티나 경당 천장화의 프레스코화.

예언자(預言者, 영어: prophet) 또는 선지자(先知者)는 종교에서 신적 존재와 접촉하며 그 존재를 대변한다고 여겨지는 사람으로, 초자연적 근원에서 다른 사람들에게 메시지나 가르침을 전달함으로써 인류와의 중개자 역할을 한다. 예언자가 전달하는 메시지를 예언이라고 한다.
예언은 메소포타미아 종교, 조로아스터교, 유대교, 기독교, 마니교, 이슬람교, 바하이 신앙, 텔레마를 포함한 많은 문화와 종교에서 역사적으로 존재해 왔다.

## 어원
영어 단어 prophet은 라틴어 `pro` (이전/향하여)와 `phesein` (말하다)에서 파생된 합성 그리스어 단어의 음역이다. 따라서 προφήτης (prophḗtēs)는 신성한 존재로부터 인간에게 메시지를 전달하는 사람으로, 가끔 미래 사건을 예언하기도 한다. 다른 해석으로는 옹호자 또는 연설가를 의미한다. 이 단어는 셉투아진트에서 히브리어 단어 נָבִיא (nāvî)를, 아랍어 단어 نبي (nabī)를 번역하는 데 사용된다. 윌리엄 F. 올브라이트는 이러한 히브리어 (נָבִיא (nāvî)) 및 아랍어 (نبي (nabī)) 단어의 기원으로 아카드어 나부를 지적한다.
아카드어 `nabû`는 "선포자" 또는 "권한을 부여받은 자"를 의미하며, 셈어족 뿌리 n-b-y 또는 nbʾ에서 파생되었다. 이는 고대 시리아어: ܢܒܝܐ nəḇiyyā, 아랍어: نبي nabiyy[*], 그리고 히브리어: נביא nāḇī와 동족어로 모두 '예언자'를 의미한다.
히브리어에서 단어 נָבִיא (nāvî), "대변인"은 전통적으로 "예언자"로 번역된다. 타나크의 두 번째 구분인 네비임은 히브리 예언자들에게 할애되어 있다. navi의 의미는 아마도 신명기 18장 18절에 묘사되어 있는데, 그곳에서 하나님은 "...그리고 내가 나의 말을 그의 입에 둘 것이며, 그는 내가 그에게 명령할 모든 것을 그들에게 말할 것이다."라고 말씀하셨다. 따라서 navi는 하나님의 "입"으로 여겨졌다. 유대 전통에 따르면, 어근 눈-베트-알레프 ("navi")는 비어 있거나 열려 있음을 나타내는 두 글자 어근 눈-베트에 기반을 두고 있으며, 초월적인 지혜를 받으려면 자신을 "열어야" 한다.

## 메소포타미아 기원

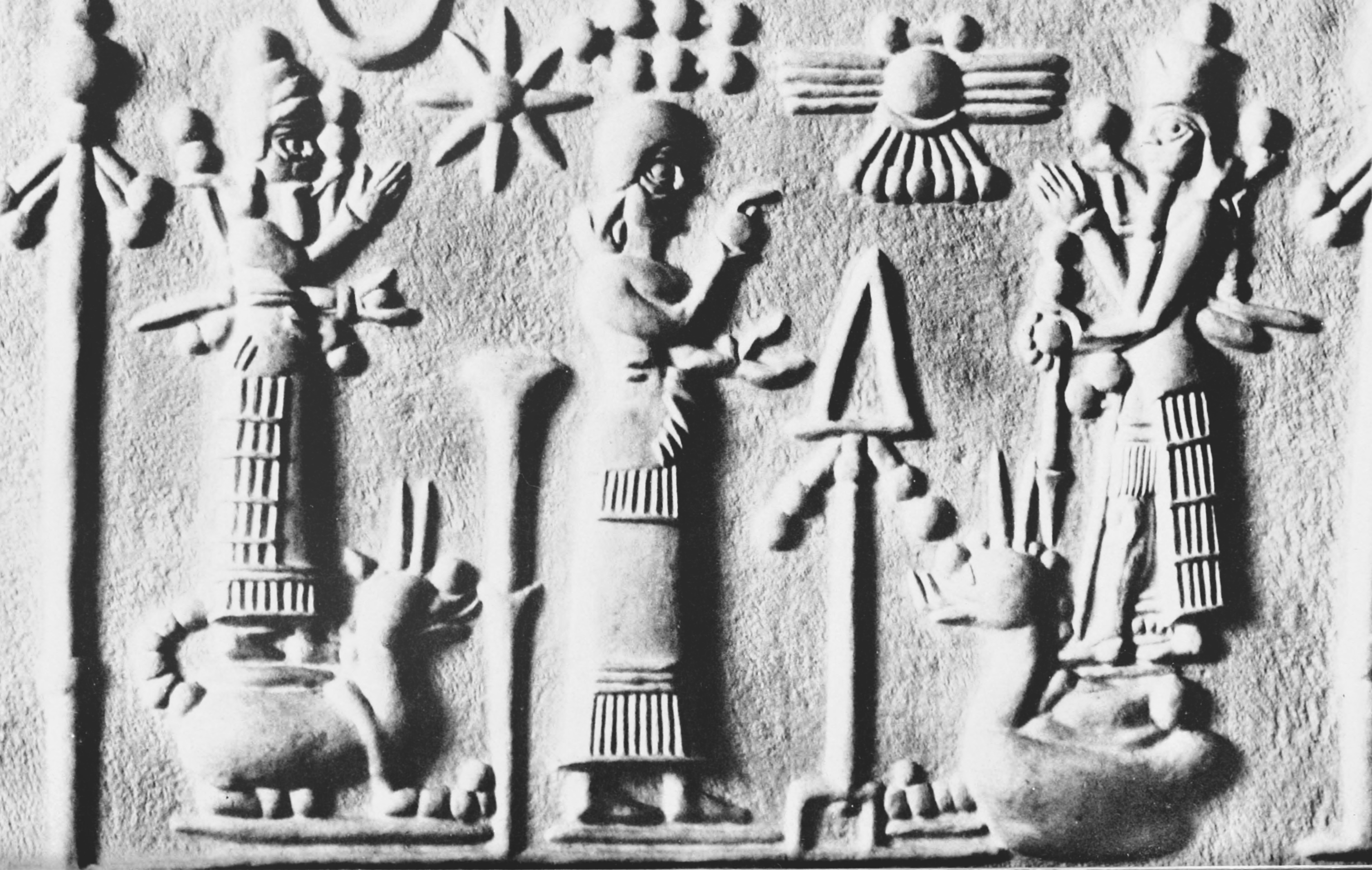
후기 아시리아 인장. 기원전 8세기 나부와 마르두크 사이에 있는 숭배자, 그들의 용 하인 무슈후슈 위에 서 있다.

조로아스터교와 자라투스트라가 세운 예언 전통이 나타나기 전, 다양한 고대 문명에는 인류와 신성한 존재 사이의 중개자 역할을 하는 개인이 있었다. 예를 들어 고대 수메르에서는 "엔시" 또는 "루갈"과 같은 인물들이 예언자와 유사한 역할을 수행하며, 의식, 징조, 기도를 통해 지침을 제공하고 신성한 뜻을 해석했다. 엔시는 도시 국가의 수호신을 대표하는 존재로 여겨졌다. 루갈의 기능에는 특정 의례 및 종교 활동, 국경 분쟁 중재, 외부 적에 대한 군사 방어가 포함되었다. 라가시의 엔시들은 때때로 도시의 수호신인 닌기르수를 그들의 lugal("주인")이라고 불렀다. 위의 모든 내용은 엔시와 특히 엔(후기 시대에도 계속해서 사제를 지칭하는 용어)이라는 칭호의 사제적 또는 신성한 성격과 관련이 있다.
이들 예언자들은 후대 전통에서 발견되는 체계적인 신학적 틀은 부족했지만, 신성과의 연결을 보여주고 그들의 공동체 내에서 영적 리더십을 제공함으로써 예언의 개념을 위한 기반을 다졌다. 성문화된 경전이나 조직화된 종교 기관이 없음에도 불구하고, 이 조로아스터교 이전의 예언자들은 초기 종교 사상과 관행을 형성하는 데 중요한 역할을 했으며, 자라투스트라와 후대 종교 전통과 함께 나타난 체계적인 예언 전통의 길을 열었다.

## 조로아스터교

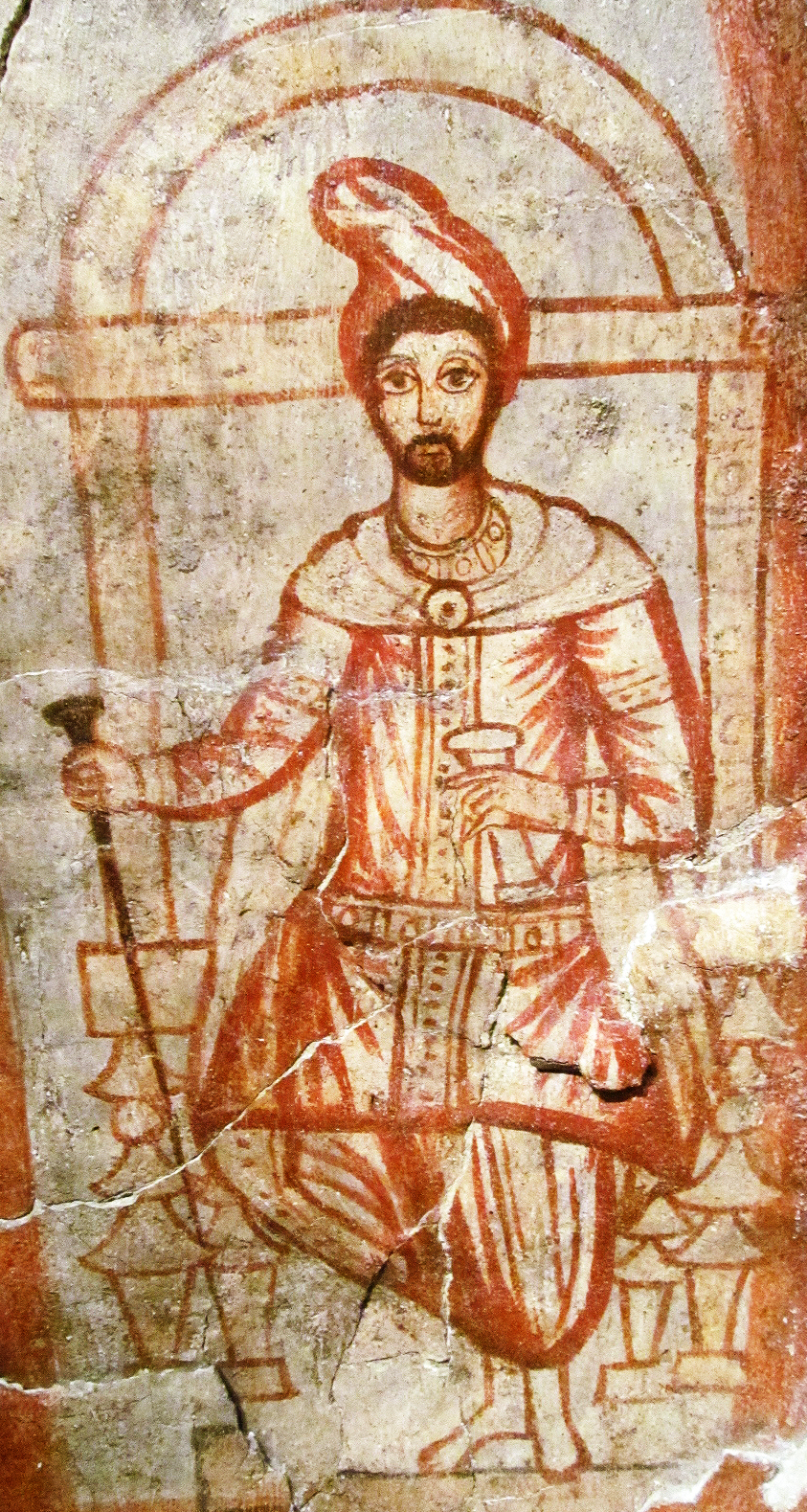
3세기 미트라교의 자라투스트라 묘사, 시리아 두라 유로포스에서 프란츠 쿠몽이 발견했다.

조로아스터교는 예언자와 예언 개념을 형성하는 데 중요한 위치를 차지한다. 기원전 6세기경 고대 페르시아에서 존경받는 인물인 자라투스트라에 의해 창시된 조로아스터교는 특히 예언적 인물들을 묘사하는 데 있어 후대 종교 및 철학 전통에 깊은 영향을 미친 근본적인 사상을 도입했다.
조로아스터교 신앙의 핵심에는 앙그라 마이뉴에 의해 구현된 어둠과 혼돈의 세력에 맞서 영원한 투쟁을 벌이는 단일 최고 신인 아후라 마즈다의 개념이 있다. 자라투스트라는 이 신앙의 주요 예언자로서 아후라 마즈다로부터 신성한 계시와 환상을 받았으며, 이는 조로아스터교의 성스러운 경전인 아베스타의 기초가 되었다.
자라투스트라의 예언자로서의 역할은 미래의 종교 지도자와 환상가들에게 본보기가 되었다. 그는 유일신적 원리, 윤리적 이원론, 그리고 선과 악의 우주적 싸움이라는 개념을 명확히 설명하여 고대 페르시아의 종교적 지형뿐만 아니라 유대교, 기독교, 이슬람교, 그리고 텔레마와 같은 후대 전통에도 영향을 미쳤다.
예언자에 대한 이해를 형성하는 데 있어 조로아스터교의 유산은 깊다. 자라투스트라가 신과 직접 소통하고, 인류와 신의 뜻 사이의 중개자 역할을 하며, 도덕적 의로움에 대한 그의 가르침은 후대 종교 전통에서 예언 개념이 발전하는 기초를 놓았다.
조로아스터교 사상의 영향은 예언자들이 신성한 메시지를 전달하고, 공동체를 인도하며, 도덕적 원리를 지지하기 위해 단일 최고 신에 의해 선택된 개인으로 특징 지어지는 데서 볼 수 있다. 자라투스트라가 확립한 체계적인 예언 전통은 미래의 예언자들에게 선례를 제공하여, 역사 전반에 걸쳐 사회가 환상적인 인물들을 인식하고 상호 작용하는 방식을 형성했다.
다른 고대 문명들도 유사한 기능을 수행하는 개인을 가졌을 수 있지만, 조로아스터교의 예언에 대한 체계적인 접근 방식과 후대 종교 사상에 대한 지속적인 영향력은 예언 전통의 근본적인 사례로서 역사에서 그 위치를 확고히 했으며, 신성과 그 뜻을 전달하는 예언자의 역할에 대한 인류의 이해를 풍부하게 했다.

## 유대교

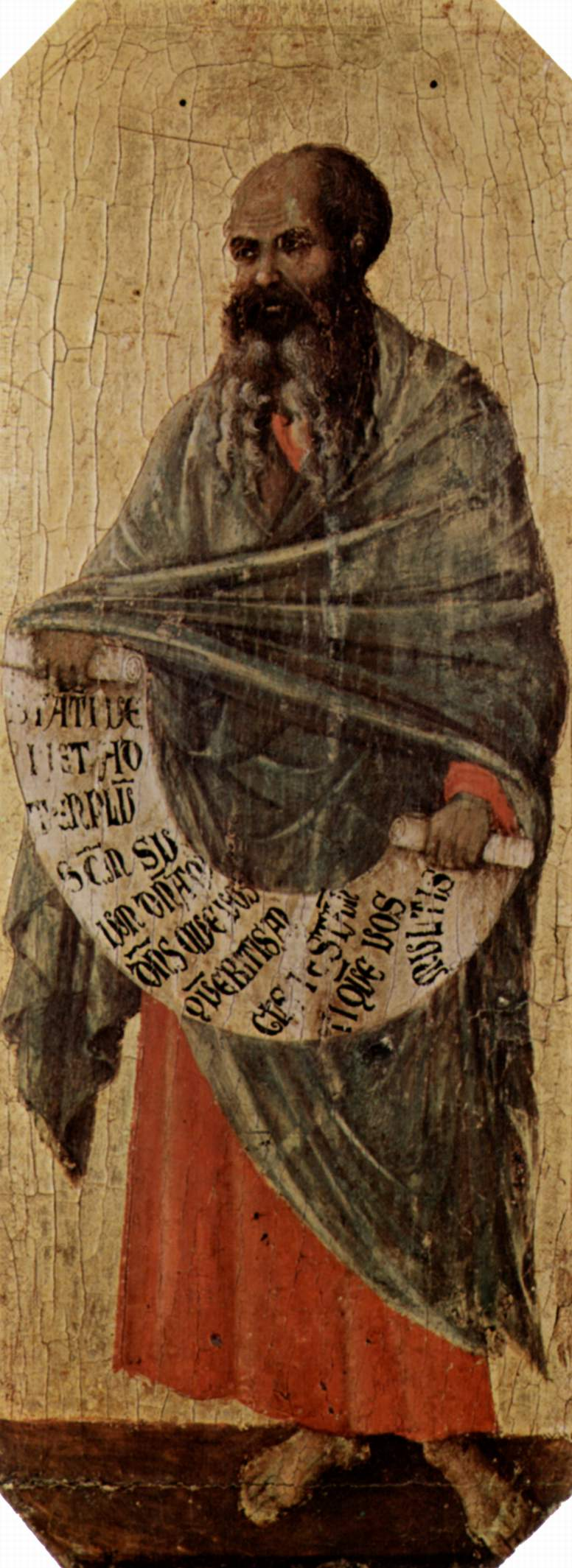
시나 대성당 두치오 디 부오닌세냐의 1310년경 작품, 말라기, 이스라엘의 마지막 예언자 중 한 명. "그가 메시아 부모의 마음을 자녀에게로 돌리고, 자녀의 마음을 부모에게로 돌리리라" (말라기 4:6)

구약성경에서 예언자는 하나님의 말씀을 받아 이를 사람들에게 전달하는 중재자로서, 예언(預言, 미리 말씀을 전함)은 하나님의 임재를 통해 이루어진다. 예언자들은 주로 다바르(דָּבַר, 말씀), 아마르(עָבַר, 주께서 말씀하시니), 네움 아도나이(נְאֻם־יְהוָה, 주의 말씀이라) 등 다양한 방식으로 하나님의 말씀을 전했으며, 하존(חָזוֹן, 환상)이나 할롬(חֲלוֹם, 꿈)을 통해 전달된 말씀은 보조적인 수단으로 사용되었다. 또한, 맛사(מַשָּׂא, 경고)는 주로 이방 민족들에 대한 심판을 예언할 때 사용된 표현이다. 예언자의 칭호로는 가장 많이 쓰인 나비(נביא), 환상을 보는 자로 묘사되는 호제(חֹזֶה), 사무엘에게 쓰였던 로에(רֹאֶה), 그리고 하나님의 사람으로 불린 이쉬 하엘로힘(אִישׁ הָאֱלֹהִים) 등이 있으며, 후자는 엘리야와 엘리사처럼 기적을 행하거나 다윗처럼 특별한 사명을 맡은 인물들에게 주로 사용되었다. 예언자는 단순히 하나님의 말씀을 전하는 것뿐만 아니라, 브네 하느비임(בְּנֵי הַנְּבִיאִים)이라 불리는 예언자의 생도들을 훈련시키는 역할도 했다.
예언자는 야훼와 사람 사이에서 중재자로서의 역할을 했으며, 이러한 점에서 제사장과 비슷하면서도 차별화된 위치에 있었다. 제사장은 정규직으로 사례를 받고, 예배당과 교인을 중심으로 활동하며, 우림과 둠밈 같은 방법으로 하나님의 뜻을 물었다. 이에 반해 예언자는 제도권에 속하지 않고, 하나님이 직접 부르셔야만 그 역할을 감당할 수 있었으며, 사례를 받지 않고 후원자를 통해 활동을 지속했다. 예언자는 사람들로부터 찾아가 요구되는 존재가 아니라, 필요할 때 하나님에 의해 보내진 자였다. 대표적으로 아모스는 자신의 고향을 떠나 북이스라엘에서 활동하며 제도권을 경고하는 예언자로 활동했다.
예언자들의 전통은 남북 이스라엘의 맥락에 따라 나뉘기도 한다. 북이스라엘(에브라임 전통)의 예언자들은 주로 모세의 신명기적 전통에 기반하며, 심판과 광야에서의 예언이 강조된다. 이들은 외곽 지역에서 활동하며 사회적 약자와 이슈에 민감하게 반응했으며, 제대로 역할을 하지 못하는 제사장과 예언자들을 비판하기도 했다. 반면, 남유다의 예언자들은 제도권에서 활동하며, 왕을 설득하거나 긍정적인 구원의 신탁을 전파했다. 대표적으로 하박국과 이사야가 남유다 전통의 예언자들로 꼽힌다.
저술 예언자와 비문서 예언자로도 구분되는데, 문서 예언자는 아모스, 이사야, 예레미야처럼 예언의 기록을 남긴 자들로, 이들이 직접 작성했는지 혹은 기록이 모아졌는지는 논쟁의 여지가 있다. 반면, 비문서 예언자는 사무엘, 엘리야, 엘리사처럼 이름이 기록되었으나 예언 자체는 문서로 남기지 않은 자들이다.
대표적인 예언자로는 아브라함, 모세, 미리암, 이사야, 사무엘, 에제키엘, 말라기, 욥 등이 있다. 모세는 유대교에서 가장 중요한 예언자로 여겨진다. 출애굽 도중 한 번은 "모세에게 임한 영"이 70명의 장로들에게 전달되어 그들도 단 한 번 예언할 수 있었지만, 대부분은 다시 예언할 수 없었다. 모세는 "모든 주의 백성"이 예언자가 될 수 있기를 바랐다. 이스라엘 민족이나 유다의 네비임("대변인", "예언자")은 하나님으로부터 메시지를 쓰고 말하는 것 외에도 종종 그들의 삶에서 예언적인 비유를 행했다. 예를 들어, 백성의 불순종과 레갑인의 순종을 대조하기 위해, 야훼는 예레미야에게 레갑인들에게 그들의 조상의 명령을 불순종하여 포도주를 마시도록 초대한다. 레갑인들은 거절하고, 야훼는 그들을 칭찬한다. 예레미야가 행한 다른 예언적인 비유로는 유다의 교만을 어떻게 하나님이 망칠 의도인지를 보여주기 위해 아마포 허리띠를 묻어 망가뜨리는 것이 있다. 마찬가지로 예레미야는 토기 항아리를 사서 장로들과 제사장들 앞에서 게헨나의 힌놈의 골짜기에서 부숴뜨려 하나님이 유다 민족과 유다 성읍을 고칠 수 없을 정도로 부숴뜨릴 것임을 보여준다. 하나님은 예레미야에게 나무와 가죽 끈으로 멍에를 만들어 자신의 목에 메어 하나님이 바빌론 왕 네부카드네자르 2세의 멍에 아래에 민족을 둘 것임을 보여주라고 지시한다. 비슷한 방식으로 예언자 이사야는 다가올 포로 생활을 보여주기 위해 3년 동안 벌거벗고 맨발로 걸어야 했고, 예언자 에제키엘은 다가올 포위를 보여주기 위해 390일 동안 옆으로 누워 정량의 음식을 먹어야 했다.
구약학자 월터 브루그만은 예언자들을 가리켜 이스라엘 사회의 지배계급들과 거짓 예언자들이 민중들을 낙관적인 환상을 심어주어 기만할 때에, 소수 지배계급들이 부를 독점하는 비민주적인 분배구조로 인해 빈부의 격차가 존재할 때에, 지배계급들이 국가의 질서를 우선시하여 민중들을 억압할 때에 등장하여 야훼의 말씀을 전함으로써 현실을 드러낸 사람들이라고 해석하였다.
예언 임무는 히브리어 성경에서 보통 엄격하고 까다로운 것으로 묘사되며, 예언자들은 종종 박해와 반대의 대상이 되었다. 하나님께서 예레미야에게 개인적으로 예언하신 "그들이 너와 싸우려니와 너를 이기지 못하리라"는 말씀은 예레미야가 회개를 거부하고 더 온건한 결과를 받아들이지 않는 자들에게 멸망을 경고하는 성경적 서사에서 여러 번 반복되었다. 하나님의 훈계에 대한 순종과 하나님의 말씀을 전한 대가로 예레미야는 자신의 형제들에게 공격받았고, 제사장과 거짓 예언자에게 매를 맞고 감금되었으며, 왕에게 투옥되었고, 죽음의 위협을 받았고, 유다 관리들에게 구덩이에 던져졌으며, 거짓 예언자에게 반대당했다. 마찬가지로 이사야는 그의 메시지를 거부한 청중들에게 "길을 떠나라! 길에서 벗어나라! 이스라엘의 거룩한 자에 대해 더 이상 듣지 말자!"는 말을 들었다. 파라오에게 위협받는 모세의 삶도 또 다른 예이다.
사무엘기상 9장 9절에 따르면, 나비의 옛 이름은 `로에`, רֹאֶה이며, 이는 문자적으로 "선견자"를 의미한다. 이는 선견자들을 고용된 점쟁이로 보던 것에서 도덕 교사로 보던 것으로 고대적 전환을 기록할 수 있다. L. C. 앨런 (1971)은 제1성전 시대에 본질적으로 길드에 속한 선견자-제사장들이 있었는데, 이들은 점복과 의식, 희생을 행하고 서기관이었으며, 이들 외에 이러한 것들을 전혀 하지 않고(점복을 비난함) 메시지를 전달하기 위해 온 정식 예언자들이 있었다고 언급한다. 선견자-제사장들은 보통 실로와 같은 지역 성지나 성전에 소속되어 있었고, 견습생과 채용을 통해 신비적인 장인 길드처럼 다른 사람들을 그 제사장직으로 입문시켰다. 정식 예언자들은 이런 식으로 조직되지 않았다.
유대 전통은 이집트를 떠난 백성의 수의 두 배, 즉 1,200,000명의 예언자가 있었다고 주장한다. 탈무드는 인류에게 영구적인 메시지를 남긴 48명의 남성 예언자를 인정한다. 탈무드에 따르면, 모든 세대에 관련성을 가지는 메시지를 남긴 7명의 여예언자도 있었다: 사라, 미리암, 드보라, 한나 (예언자 사무엘의 어머니), 아비가일 (다윗 왕의 아내), 훌다 (예레미야 시대의), 그리고 에스델이다. 탈무드 및 성경 주석가인 라시는 리브가, 라헬, 레아도 예언자였다고 지적한다. 이사야 8:3-4은 이사야의 아내를 "여예언자"라고 언급하며, 그녀는 그의 아들 마헬살랄하스바스를 낳았다. 그녀는 다른 곳에서는 언급되지 않는다.
타나크의 예언자들이 항상 유대인이었던 것은 아니다. 일례로, 민수기 22장의 비유대인 예언자 발람이 있다. 탈무드에 따르면, 오바디야는 본래 유대인이 아니었으나 유대교로 개종했다고 한다.
유대교 성경에 언급된 마지막 네비임은 하깨, 즈가리야, 말라기이며, 이들 모두 기원전 c. 586년부터 539년까지의 70년 바빌론 유수 말기에 살았다. 탈무드 (산헤드린 11a)는 하깨, 즈가리야, 말라기가 마지막 예언자들이었으며, 이후 시대에는 "밧 콜" (בת קול, 문자적으로 목소리의 딸, "하나님의 목소리")만이 알려져 있다고 말한다.

## 기독교

### 전통적 정의

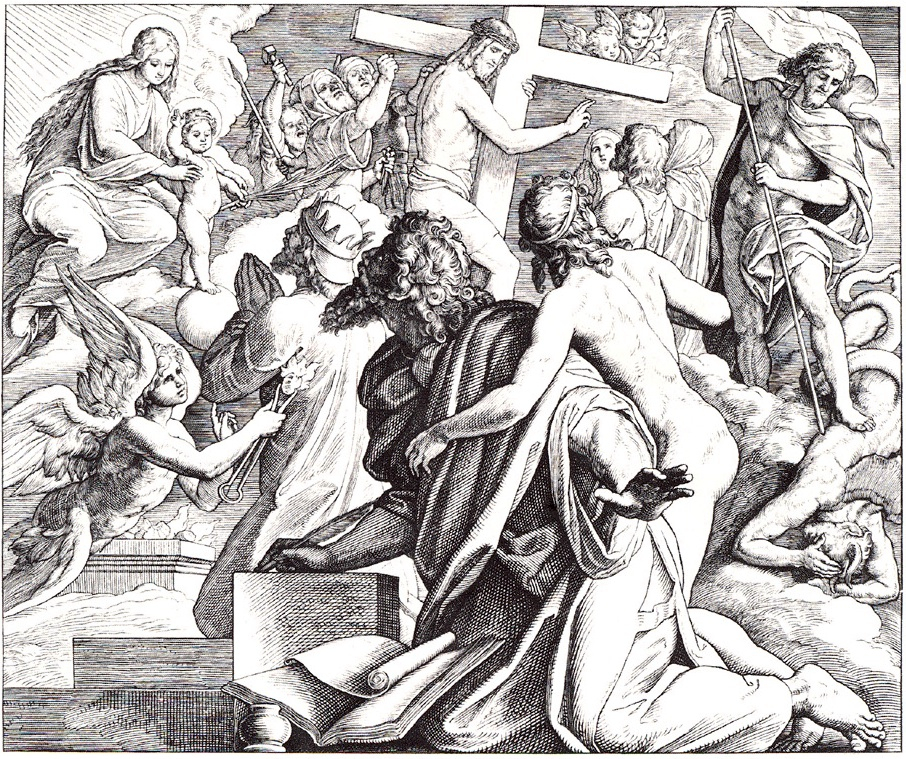
1860년 율리우스 슈노르 폰 카롤스펠트의 목판화에 묘사된 이사야의 환상.

기독교에서 예언자(또는 선견자)는 성령을 통해 하나님으로부터 영감을 받아 메시지를 전달하는 사람이다. 여기에는 교회가 시작되기 전 활동했던 유대인 예언자들과 기독교 교회에서 활동했던 예언자들이 포함된다. 일부 기독교 교파는 예언자의 메시지를 회중의 활동적인 구성원에게만 의도된 말씀으로 제한하며, 사회적 또는 정치적 메시지는 제외한다. 그러나 성경에는 예언자들이 사회적 또는 정치적 메시지를 전달하도록 부름받은 여러 경우가 있다. 메시지를 받는 것을 계시라고 하고, 메시지를 전달하는 것을 예언이라고 한다.
"예언자"라는 용어는 공적 또는 사적 계시를 받는 자들에게 적용된다. 가톨릭에서 공적 계시는 신앙의 유산의 일부이며, 그 계시는 예수님에 의해 완성되었다. 반면에 사적 계시는 신앙의 유산을 추가하지 않는다. "신앙의 유산"이라는 용어는 예수 그리스도의 계시 전체를 의미하며, 성경과 교회의 전통을 통해 후세에 전해진다.
성경은 사도들에게 전달되어 성경에 기록된 복음에 반하는 복음을 전하는 자들을 '거짓 예언자'로 지칭한다. 신명기의 한 구약성경 구절에는 일어나지 않을 사건을 예언하는 자들에 대한 경고가 있으며, 그들을 죽여야 한다고 말한다. 다른 곳에서는 거짓 예언자가 고의적으로 속이려 하거나, 망상에 빠져 있거나, 사탄의 영향을 받거나, 자신의 영으로 말하는 사람일 수 있다.

#### 가톨릭
소예언자 중 여섯 명이 12월에 기념된다. 각 예언자는 사람들에게 하나님께 돌아오고, 과거의 죄를 회개하며, 어려움 속에서도 하나님의 임재를 인식하도록 격려했다.
"예수 그리스도는 아버지께서 성령으로 기름 부으시고 사제, 예언자, 왕으로 세우신 분이시다. 하느님의 온 백성은 그리스도의 이 세 가지 직무에 참여하며, 이들로부터 흘러나오는 사명과 봉사의 책임을 지닌다." 평신도들은 가족, 이웃, 직장 동료들 앞에서 진리를 말하고 복음을 모범으로 삶으로써 예언자적으로 행동한다. 구약의 예언자들은 가난하고 힘없는 자들을 옹호했으며 "가난한 이들을 위한 우선적 선택, 노동자 권리, 정의와 평화에 대한 가톨릭 사회 교리를 고취시킨다."

### 지속적인 예언

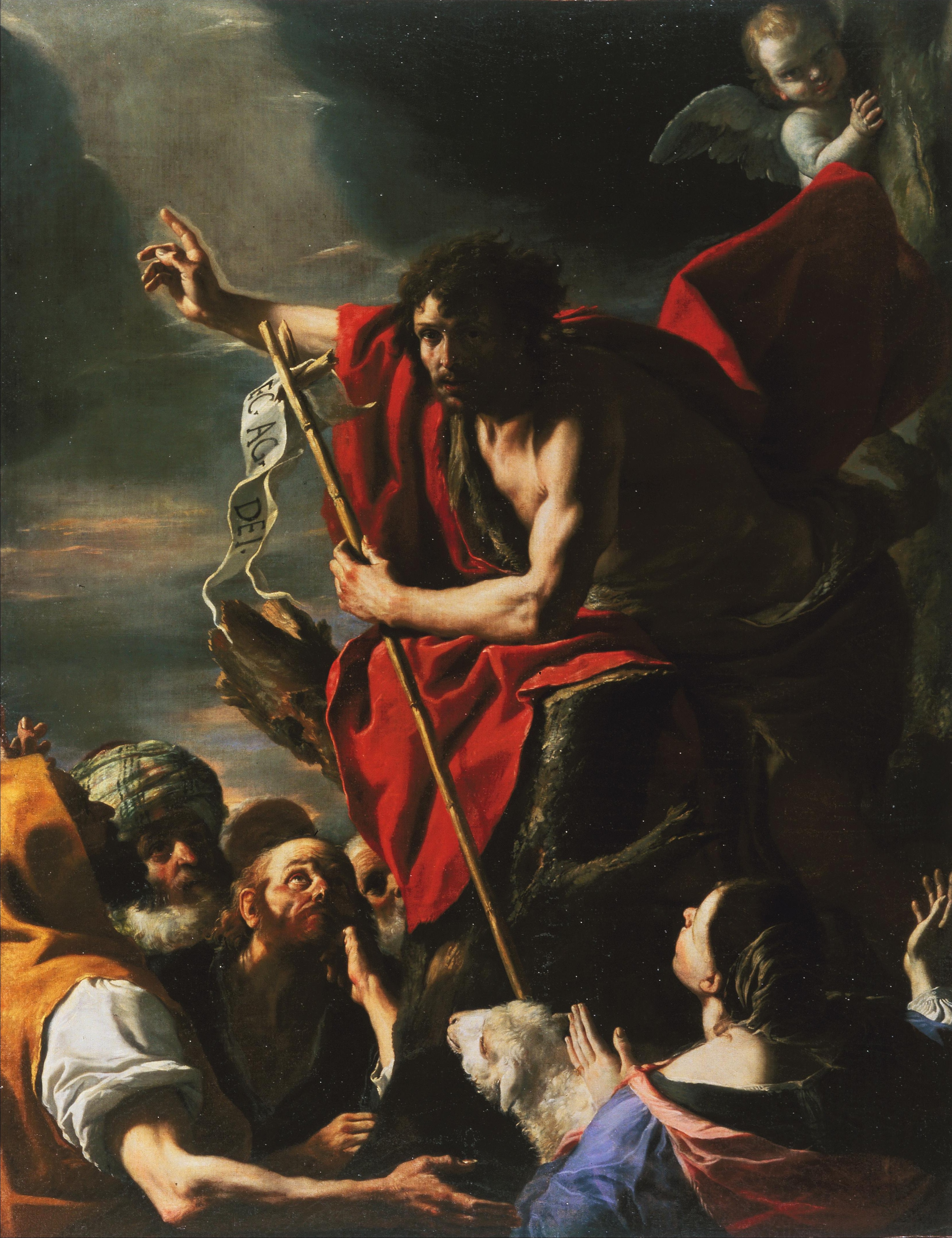
마티아 프레티의 세례자 요한의 설교, c. 1665.

성령이 그리스도인들에게 계속해서 영적 은사를 주신다고 믿는 그리스도인들은 은사지속론자로 알려져 있다. 이러한 은사는 예언, 방언, 기적적인 치유 능력, 분별력 등을 포함할 수 있다 (마태복음 12:32 KJV "누구든지 인자를 거슬러 말하면 용서받으려니와 성령을 거슬러 말하면 이 세상과 오는 세상에서도 용서받지 못하리라"). 은사중지론자들은 이러한 은사들이 신약 시대에만 주어졌으며 마지막 사도가 죽은 후 중단되었다고 믿는다.
옛 계약의 세례자 요한은 예수님 오시기 전의 마지막 예언자이다. 신약성경 본문 중 그리스도의 죽음과 부활 이후에도 예언자들이 존재했음을 명시적으로 언급하는 구절에는 요한계시록 11장 10절, 마태복음 10장 40-41절과 23장 34절, 요한복음 13장 20절과 15장 20절, 그리고 사도행전 11장 25-30절, 13장 1절과 15장 32절이 있다.
디다케는 참된 예언자와 거짓 예언자를 구별하는 방법에 대한 광범위한 지침과 교회 내 예언자들에게 십일조를 바치는 것에 대한 명령을 제공한다. 이레네오는 2세기 신자들 중 예언의 은사를 가진 사람들에 대해 썼고, 유스티노 순교자는 트리포와의 대화에서 자신의 시대에 유대인들 사이에서는 예언자들이 발견되지 않았지만, 교회에는 예언자들이 있었다고 주장했다. 헤르마스의 목자는 교회 내 예언의 적절한 작동에 대한 환상 속의 계시를 묘사한다. 에우세비오는 아테네의 코드라토스와 필라델피아의 암미아가 열두 사도 시대 이후 모두 저명한 예언자들이었다고 언급한다. 테르툴리아누스는 자신이 속했던 몬타누스파의 교회 회의에 대해 쓰면서 2세기 교회에서의 예언 실천을 자세히 묘사했다.
이후의 여러 기독교 성인들은 예언의 능력을 가졌다고 전해진다. 예를 들어 이오나의 콜룸바 (521–597), 말라키 성인 (1094–1148), 피에트렐치나의 비오 (1887–1968) 등이 있다. 1917년 파티마나 1980년대 르완다의 키베호와 같은 성모 발현은 종종 세계의 미래와 해당 지역의 미래에 대한 예언적 예측을 포함했다.
예언 운동은 기독교 교회의 역사를 통해 특히 몬타누스파, 노바티아누스파, 도나투스파, 프란치스코회, 재세례파, 카미사르 열광주의, 청교도주의, 퀘이커교, 루터교회, 그리고 급진적 경건주의에서 나타났다. 현대 오순절교회와 은사주의자들(2011년 기준 총 약 5억 8천 4백만 명)은 예언 은사의 현대적 기능을 믿으며, 이들 운동 내, 특히 신사도운동 내 일부는 하나님이 교회를 계속해서 예언자들을 통해 은사로 주실 수 있다는 생각을 받아들인다.
일부 기독교 종파는 "현대의" 예언자들의 존재를 인정한다. 그러한 교파 중 하나는 예수 그리스도 후기 성도 교회로, 하나님이 여전히 예언을 통해 인류와 소통한다고 가르친다.

#### 후기 성도 운동

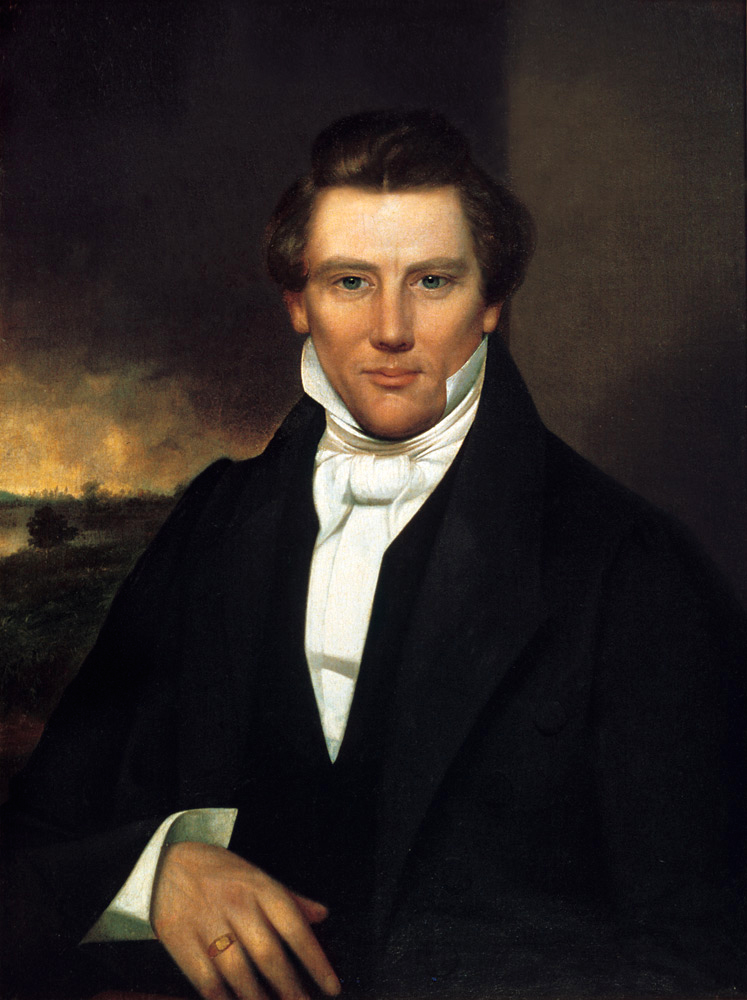
조셉 스미스 초상화

1830년 그리스도의 교회를 설립한 조셉 스미스는 후기 성도 운동의 회원들에게 예언자로 여겨지며, 이 중 예수 그리스도 후기 성도 교회가 가장 큰 교파이다. 또한, 이 운동 내의 많은 교회들은 조셉 스미스 시대 이후로 현대 예언자들의 계승(후기 성도들이 "선지자, 선견자, 계시자"로 받아들임)을 믿는다. 러셀 M. 넬슨은 현재 예수 그리스도 후기 성도 교회의 예언자이자 회장이다.

#### 재림주의
세례교 목사 윌리엄 밀러는 19세기 중반 북아메리카 종교 운동인 재림주의를 시작한 것으로 알려져 있다. 그는 재림을 선포했지만, 그의 예측이 빗나간 대실망으로 이어졌다.

#### 제칠일안식일예수재림교회
1863년에 설립된 제칠일안식일예수재림교회는 교회의 창시자 중 한 명인 엘런 화이트가 예언의 영적 은사를 받았다고 믿는다.

#### 다윗교
다윗교는 1959년 벤자민 로든이 제칠일안식일예수재림교회에서 분리되어 창시한 종교적 컬트이다. 1993년 와코 포위전에서 사망한 데이비드 코레시는 1983년에 스스로를 그들의 마지막 예언자이자 "하나님의 아들, 어린양"이라고 불렀다.

## 마니교
마니 (페르시아어: مانی,  기원후 216년 4월c. – 기원후 274년 3월 2일 또는 기원후 277년 2월 26일)는 이란족 예언자이자 마니교의 창시자로, 고대 후기에 가장 널리 퍼진 종교였다.
마니는 당시 파르티아 제국의 일부였던 메소포타미아, 셀레우키아-크테시폰 (현대 바그다드 남쪽) 근처에서 태어났다. 그의 주요 저작 중 일곱 권은 시리아어로 쓰였고, 사산 황제 샤푸르 1세에게 헌정된 여덟 번째 책은 팔라비어로 쓰였다. 그는 군데샤푸르에서 사망했다.
마니교는 선하고 영적인 빛의 세계와 악하고 물질적인 어둠의 세계 사이의 이원론적 우주론을 상세하게 설명한다. 인간 역사에서 일어나는 지속적인 과정을 통해 빛은 물질 세계에서 점차 제거되어 원래 있던 빛의 세계로 돌아간다. 마니의 가르침은 기독교, 조로아스터교, 불교, 마르키온파, 헬레니즘 유대교와 랍비 유대교, 영지주의 운동, 고대 그리스 종교, 바빌로니아 및 기타 메소포타미아 종교, 그리고 비밀 숭배의 가르침을 "결합"하고, 계승하고, 능가하는 것을 목표로 했다. 이는 자라투스트라, 고타마 붓다 그리고 예수 그리스도 이후의 마지막 예언자로 마니를 숭배한다.
마니교는 빠르게 성공하여 아람어 사용 지역에 멀리 퍼졌다. 3세기에서 7세기 사이에 번성했으며, 전성기에는 세계에서 가장 널리 퍼진 종교 중 하나였다. 마니교 교회와 경전은 동쪽으로는 한나라, 서쪽으로는 로마 제국까지 존재했다. 이슬람교의 확산 이전에 고전적인 다신교를 대체하기 위한 경쟁에서 초기 기독교의 주요 경쟁자였다. 로마 전제정 하에서 마니교는 로마 국가에 의해 박해를 받았고 결국 로마 제국에서 근절되었다. 마니교의 원래 저작물 대부분은 소실되었지만, 수많은 번역본과 파편적인 텍스트가 남아 있다.
마니교는 서양에서보다 동양에서 더 오래 존속했다. 명나라 시대에 동방교회의 쇠퇴와 동시대에 화난 지방에서 14세기 이후 마침내 사라진 것으로 여겨졌지만, 푸젠성을 중심으로 한 중국 일부 지역에서 마니교가 계속해서 존재한다는 증거가 늘고 있으며, 시간이 지남에 따라 수많은 마니교 유물이 발견되었다. 현재 알려진 교파들은 매우 비밀스럽고 자신들의 신앙 체계를 보호하려 노력하는데, 이는 중국 역사상 다양한 시기에 있었던 박해와 탄압에 대한 두려움에서 비롯된 것이다.

## 이슬람교
꾸란은 여러 남성을 "이슬람의 예언자" (아랍어: نبي nabī; 복수형 أنبياء anbiyāʾ)로 지칭한다. 무슬림들은 이러한 개인들이 인류를 인도하기 위해 하나님으로부터 특별한 사명을 받았다고 믿는다. 무함마드 외에도 아브라함 (이브라힘), 모세 (무사) 및 예수 (이사)와 같은 예언자들이 포함된다.

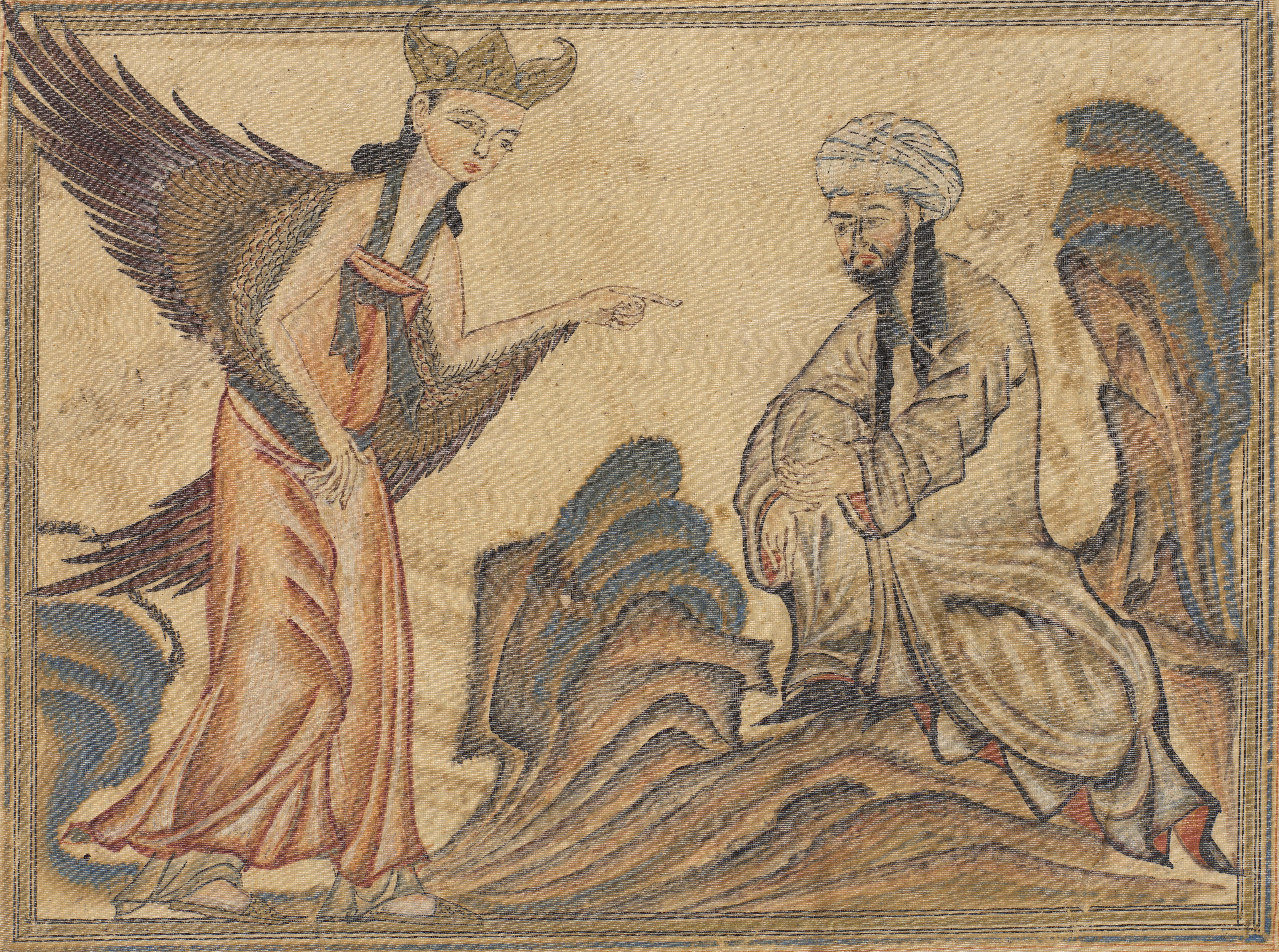
무함마드가 천사 가브리엘로부터 첫 계시를 받는 모습. 라시드 앗 딘의 1307년 자미 알 타와리크 필사본에서, 일 칸국 시대.

꾸란에는 25명의 예언자만이 이름으로 언급되어 있지만, 무스나드 아흐마드 이븐 한발의 하디스 (no. 21257)는 역사상 총 124,000명 (또는 그 이상)의 예언자가 있었다고 언급한다. 다른 전통은 예언자의 수를 224,000명으로 본다. 꾸란은 하나님이 모든 시대의 모든 민족에게 예언자를 보내셨고, 무함마드는 전 인류를 위해 보내진 마지막 예언자라고 말한다. 모든 예언자들의 메시지는 동일하다고 믿어진다. 이슬람에서 모든 예언 사자(예: 아담, 노아, 아브라함, 모세, 예수, 무함마드)는 예언자이지만, 모든 예언자가 예언 사자는 아니다. 주요 차이점은 예언자는 반드시 사람들을 자신을 따르도록 부르지 않고도 자신의 행동, 성품, 행동을 통해 하나님의 율법을 보여주어야 하는 반면, 예언 사자는 하나님의 율법(즉, 계시)을 선포하고 자신의 백성에게 복종하고 따르도록 불러야 한다는 것이다. 무함마드는 하나님께서 그를 전 인류의 예언 사자로 임명하셨다는 점에서 다른 예언 사자 및 예언자들과 구별된다. 이 예언자들 중 다수는 유대교 (토라, 예언서, 성문서) 및 기독교 경전에서도 발견된다.
무슬림들은 종종 무함마드를 명사 형태로 "예언자"라고 부른다. 동정녀 탄생으로 태어난 예수는 이슬람에서도 기독교에서처럼 예언자로 여겨진다.
꾸란은 많은 예언자들의 삶에서 많은 사건들을 제공하지만, 이 다섯 주요 예언자 중 처음 네 명의 경력에 특별히 서사적이고 수사적인 강조를 둔다.
무함마드 이전의 모든 인물들 중에서 이슬람에서 예수의 중요성은 꾸란의 93개 아야트에서 "마리아의 아들"과 다른 관계적 용어들과 같은 다양한 칭호로 직접적이고 간접적으로 187번 이상 언급된다는 사실에 반영되어 있다. 따라서 그는 가장 많이 언급된 인물이다. 이사라는 이름으로 25번, 3인칭으로 48번, 1인칭으로 35번, 나머지는 칭호와 속성으로 언급된다. 모세 (무사)와 아브라함 (이브라힘)도 꾸란에서 자주 언급된다. 다섯 번째 인물인 꾸란은 무함마드에게 직접적으로 자주 언급되며, 종종 그가 겪었던 상황을 다룬다. 그러나 텍스트에서 그의 이름이 직접적으로 사용되는 경우는 드물다. 무함마드의 동시대 인물들의 언급은 더욱 드물다.
파티마 왕조의 이스마일파 이맘들의 몇몇 저명한 대변인들은 역사를 통틀어 인간에게 외현적 (자히르) 계시를 가져온 여섯 명의 선포자 (natiqs)가 있었다고 설명했다. 이들은 아담, 노아, 아브라함, 모세, 예수, 그리고 무함마드이다. 그들은 이전의 모든 계시의 내현적 (바틴) 의미를 밝힐 일곱 번째 선포자 (natiq), 즉 부활자 (카임)에 대해 말한다. 그는 창조의 정점이자 목적이라고 믿어진다. 각 시대의 예언자이자 이맘인 선포자 (단수 natiq)들은 가장 높은 계층 (hadd)에 속한다. 선포자 (natiqs)들은 인류에게 새로운 시대 (dawr)의 시작을 알리는 반면, 이맘들은 계시의 내현적 (바틴) 의미를 사람들에게 드러내고 제시한다. 이 개인들은 모두 '시대의 주인' (sahib al-’asr) 또는 '시간의 주인' (sahib al-zaman)으로 알려져 있다. 그들을 통해 신을 알 수 있으며, 인간에게 신을 인식하도록 초대하는 것을 초대 (다와)라고 한다.
시아파에 따르면, 모든 예언자와 이맘은 무오성을 지니고 있으며, 그들이 의도적 및 비의도적 죄에서 벗어났다는 믿음은 교리의 일부이다. 따라서 그들은 따라야 할 모범이며 그들이 설교하는 대로 행동한다고 믿어진다. 이 믿음에는 왈리 중 파티마 여사와 마리아 여사도 포함된다.

### 아흐마드파

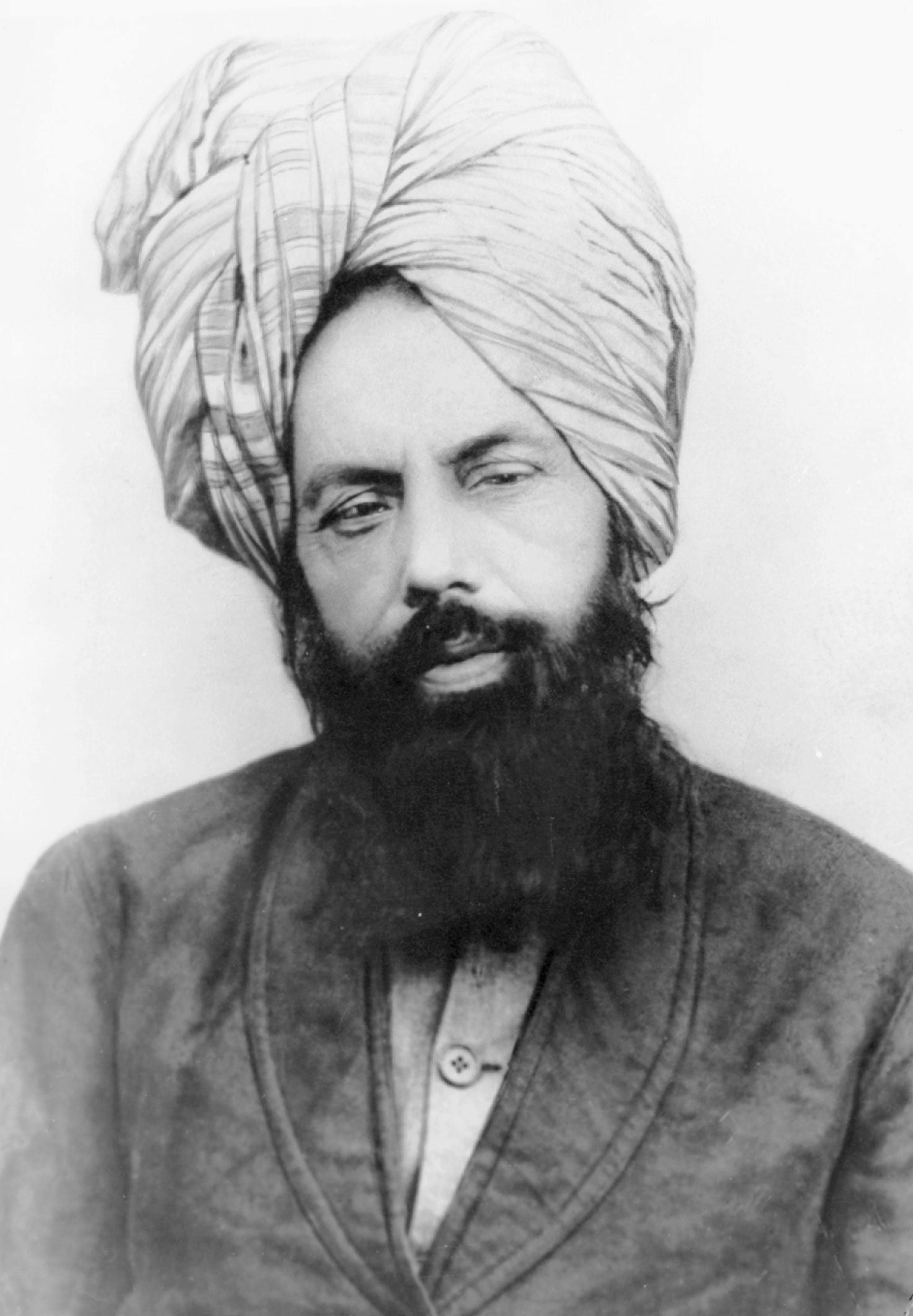
미르자 굴람 아흐마드 (1835–1908), 인도의 종교 지도자이자 아흐마드파 이슬람 운동의 창시자.

미르자 굴람 아흐마드는 생전에 자신이 하나님의 예언자라고 말했으며, 이슬람의 마흐디를 구현하고 기독교와 힌두교를 포함한 다른 종교 전통에서 구원자의 도래에 관한 메시아적 예언을 성취한 아흐마드파 이슬람 운동의 창시자가 되었다.
아흐마드파 이슬람 운동의 추종자들은 미르자 굴람 아흐마드가 하나님의 예언자라고 믿으며, 그는 종말 전에 예수 (이사)의 재림에 관한 다양한 이슬람 예언의 성취라고 여겨진다.
아흐마디 사상은 무함마드에게 계시된 이슬람이 인류를 위한 최종적 안배이며, 수세기에 걸쳐 상실된 진정한 의도와 순수한 형태로 이슬람을 회복해야 할 필요성을 강조한다. 그 추종자들은 아흐마드가 마흐디로 나타났다고 믿으며—그들의 경전 예언에 따라 예수의 자질을 지녔다고—이슬람을 활성화하고 지속적인 평화를 가져올 도덕 체계를 확립했다고 생각한다. 그들은 신의 인도를 받아 무함마드와 초기 무슬림 공동체가 실천했던 이슬람의 원래 계율이라고 그들이 믿는 것을 옹호함으로써 신앙과 실천에 이슬람의 이질적인 부착물들을 정화했다고 믿는다. 아흐마디들은 따라서 자신들이 이슬람의 전파와 부흥을 이끌고 있다고 본다.

## 드루즈 신앙
드루즈 신앙에서 일곱 명의 대변인 또는 예언자는 신과 인류 사이의 사자 또는 중개자로 여겨지고 숭배된다. 이 예언자들에는 아담, 노아, 아브라함, 모세, 예수, 무함마드, 그리고 무함마드 이븐 이스마일이 포함된다. 그들 각자는 다른 역사적 시기에 신의 메시지를 설교하기 위해 보내졌다.
드루즈 신앙에 따르면, 각 대변인 또는 예언자(natiq)는 내현적, 해석적 율법을 담당하는 "기초" 또는 "수호자"를 가지며, 대변인 또는 예언자 자신은 외현적, 의무적 율법을 제시한다. 첫 번째 예언자는 아담이었고, 그의 기초는 셋이었으나, 아담은 율법을 도입할 권한이 없었다. 다음으로 노아가 아담의 가르침을 능가하는 새로운 율법과 함께 나타났으며, 그의 기초는 셈이었다. 그 후 아브라함이 이스마엘을 기초로 하여 나타났고, 아론이 죽은 후 눈의 아들 여호수아를 기초로 한 모세가 나타났다. 다음으로 예수가 시몬 베드로를 기초로 하여 나타났고, 마지막으로 무함마드가 알리 이븐 아비 탈리브를 기초로 하여 나타났다. 마지막 인물은 파티마 칼리파국의 창시자인 압둘라 알 마흐디 빌라이며, 그의 기초는 알-카다였다. 함자 이븐 알리와 함께 알하킴의 예언자는 새로운 시대가 시작되었고, 모든 이전 율법을 능가하는 "타우히드의 율법"(통일의 율법) 또는 "제3의 길"이라는 새로운 율법이 도입되었다. 함자 이븐 알리는 그들의 전통에 언급된 네 가지 경계의 도움을 받았다.

## 바하이 신앙

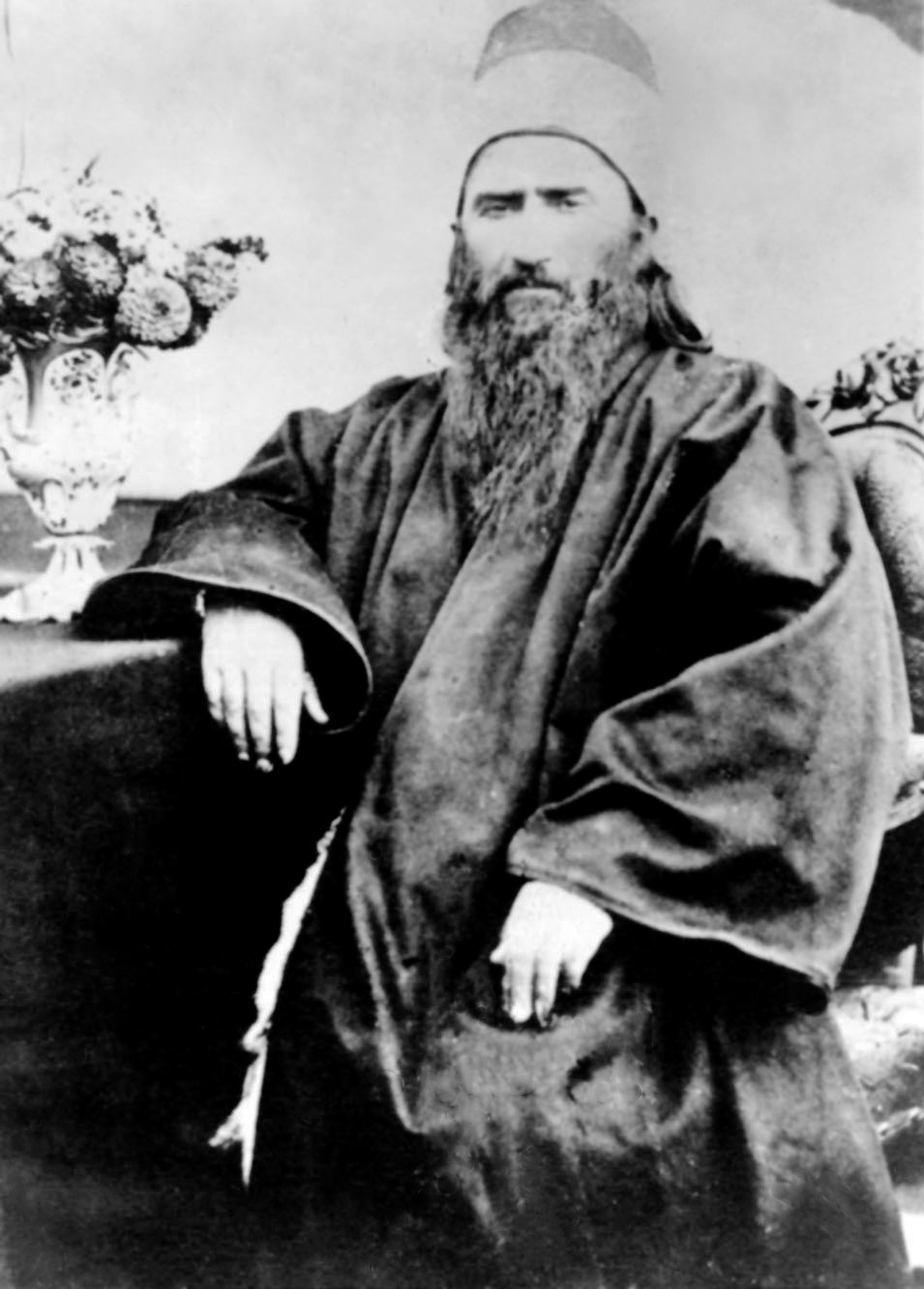
바하이 신앙의 창시자인 바하올라, 1868년

바하이 신앙은 일반적으로 예언자라고 불리는 존재를 "하나님의 현현"이라고 부르며, 이는 진보적 계시 개념과 직접적으로 연결된다. 바하이 신앙도들은 하나님의 뜻이 항상 다양한 방식으로 표현되며, "하나님의 현현" 또는 "신성한 교육자"라고 불리는 일련의 신성한 사자들을 통해서도 표현된다고 믿는다. 하나님의 뜻을 표현함에 있어, 이 현현들은 세상에 종교를 세우는 것으로 여겨진다. 따라서 그들은 하나님과 인류 사이의 중개자로 간주된다.
하나님의 현현은 하나님의 화신으로 여겨지지 않으며, 또한 평범한 필멸자로도 간주되지 않는다. 대신, 바하이 신앙의 하나님의 현현 개념은 그 중개자의 인간성과 함께 그들이 하나님의 뜻, 지식, 속성을 나타내는 신성함을 동시에 강조한다. 따라서 그들은 인간적 지위와 신성한 지위를 모두 갖는다.
하나님의 현현 외에도 소예언자들이 있다. 하나님의 현현, 즉 주요 예언자들은 태양(자체적으로 열과 빛을 내는)에 비유되는 반면, 소예언자들은 달(태양으로부터 빛을 받는)에 비유된다. 예를 들어, 모세는 하나님의 현현으로 가르쳐지며 그의 형제 아론은 소예언자였다. 모세는 하나님을 대신하여 말했고, 아론은 모세를 대신하여 말하였다 (출애굽기 4:14-17). 다른 유대인 예언자들은 소예언자로 여겨지는데, 그들은 모세의 경륜의 그늘 아래에서 그가 시작한 과정을 발전시키고 강화하기 위해 왔다고 여겨지기 때문이다.

## 아메리카 원주민
위대한 평화 조성자 (때로는 데가나위다 또는 데카나위다라고 불림)는 콜럼버스 이전 시대에 호데노사우니 연맹을 공동 설립했다. 돌이켜보면, 그의 소년 선견자의 예언은 원주민과 유럽인(백색 뱀) 사이의 갈등을 가리키는 것으로 보일 수 있다.
1805년부터 1811년 티피카누 전투로 그의 예측이 틀렸다고 판명될 때까지, "쇼니족 예언자" 텐스콰타와는 유럽인들이 서쪽으로 점점 더 많은 땅을 차지하는 것을 막기 위해 인디언 동맹을 이끌었다. 그는 자신이 환상을 보았다고 보고했다. 그는 일식을 정확히 예측했다고 전해진다. 그의 형 테쿰세는 테쿰세 전쟁을 위해 동맹을 재건했으며, 이 전쟁은 1813년 테쿰세의 죽음으로 끝났다. 테쿰세는 오대호 지역에서 오늘날의 캐나다 영토를 사실상 점령하고 있던 영국군과 함께 싸웠다.
프랜시스 예언자는 테쿰세와 텐스콰타와의 영향을 받아 크릭 인디언의 레드 스틱 파벌의 지도자였다. 그는 1815년에 "4개 인디언 부족"의 대표로 영국에 가서 백인 정착민의 팽창주의에 저항하도록 영국이 도와달라고 요청했지만 실패했다.
20년 후(1832년), 프라페타운의 이름이 유래된 "위네바고족 예언자" 와보키시엑("흰 구름"이라고도 불림)은 20년 전처럼(그의 "환상"에 근거하여) 영국군이 블랙 호크 전쟁에서 미국에 맞서 인디언들을 지지할 것이라고 말했다. 그러나 그들은 지지하지 않았고, 그는 더 이상 "예언자"로 간주되지 않았다.
1869년, 파이우테족의 워지워브는 유령의 춤 운동을 창시했다. 이 춤 의식은 백인들을 삼킬 지진에 대한 그의 환상을 발표하는 기회였다. 그는 1872년에 사망한 것으로 보인다.
북부 파이우테족의 워보카는 1889년 1월 1일 일식 때 환상을 보았다고 말했다. 그 환상에 따르면, 원주민들이 유령의 춤을 추면 파이우테족의 죽은 이들이 돌아오고 백인들은 아메리카에서 사라질 것이었다. 이 아이디어는 다른 아메리카 원주민들 사이로 퍼져나갔다. 정부는 반란을 우려하여 군대를 보냈고, 이는 타탕카 이요타케의 죽음과 1890년 운디드니 학살로 이어졌다.

## 텔레마

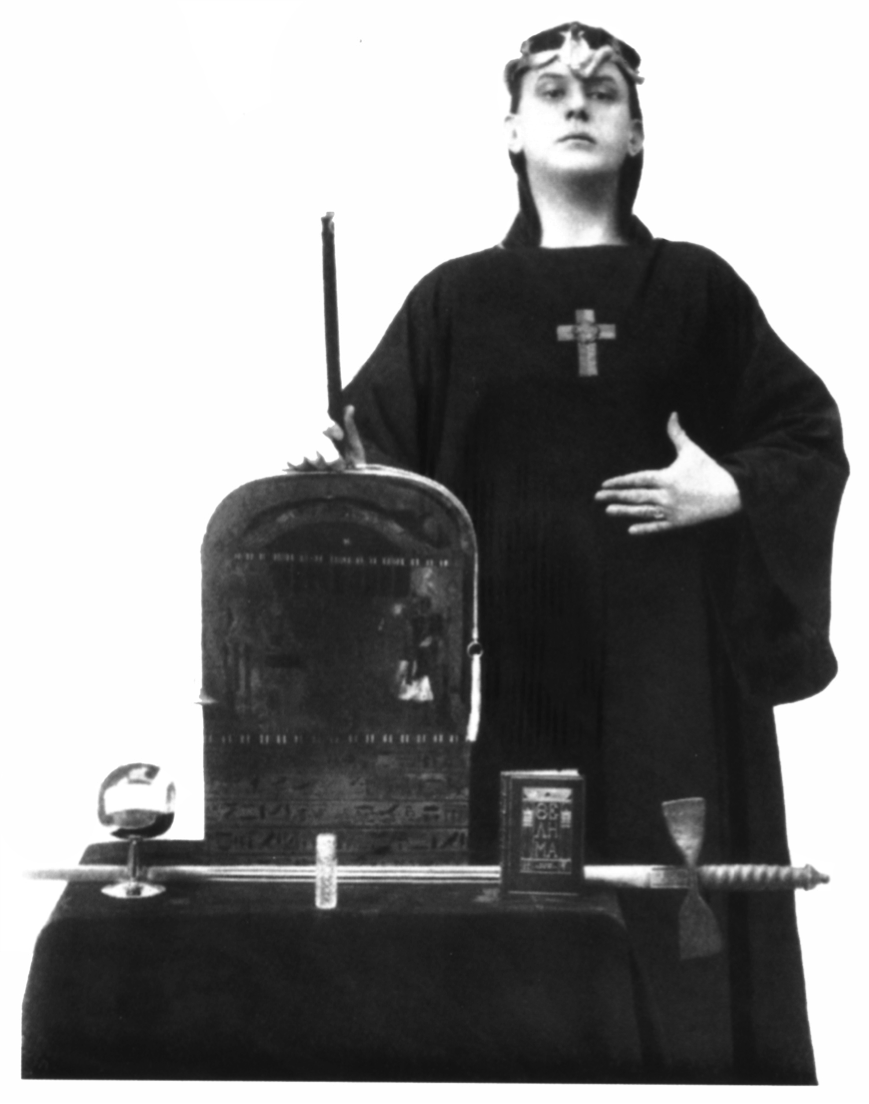
대관식 의상을 입은 알리스터 크롤리, 호루스의 영겁의 예언자로서 계시의 비석과 율법서를 들고 있다, 1912년

알리스터 크롤리 (1875–1947)는 영국의 오컬트주의자, 철학자, 의례 마법사, 시인, 화가, 소설가, 산악인이었다. 그는 20세기 초 인류를 호루스의 영겁으로 이끌도록 위임받은 예언자로서 스스로를 자처하며 텔레마 종교를 창시했다. 다작의 작가로서 그는 평생 동안 폭넓게 출판했다.
크롤리의 후기 진술에 따르면, 4월 8일 그는 호루스의 사자, 즉 호르-파르-크라트라고 스스로를 밝힌 육체 없는 목소리를 들었다. 크롤리는 그 목소리가 다음 사흘 동안 자신에게 말한 모든 것을 기록했으며, 이를 리베르 AL 벨 레기스 또는 율법서라고 명명했다. 이 책은 인류가 새로운 영겁에 진입하고 있으며, 크롤리가 그 예언자 역할을 할 것이라고 선언했다. 또한 이 영겁에서는 "네가 원하는 것을 행하라, 그것이 율법의 전부이다"라는 최고 도덕률이 도입될 것이며, 사람들이 자신의 의지에 따라 살아가도록 배워야 한다고 명시했다. 이 책과 그 책이 옹호하는 철학은 크롤리 종교인 텔레마의 초석이 되었다.
1924년, 크롤리는 튀니지 네프타에서 마법 수련을 위해 여행했으며, 그곳에서 인류에게 텔레마를 가져오도록 위임받은 예언자로서 자신의 지위를 선언하는 『인간에게』(To Man, 1924)를 썼다. 크롤리는 20세기가 인류가 호루스의 시대로 진입하는 시점이며, 이 새로운 시대에는 인간이 자신의 운명을 점점 더 많이 통제하게 될 것이라고 믿었다. 그는 이 시대가 기독교, 이슬람교, 불교와 같은 가부장적 종교가 지배했던 오시리스의 시대 이후에 온 것이며, 이는 다시 여신 숭배가 지배적이었던 이시스의 시대 이후에 온 것이라고 믿었다. 그는 텔레마가 호루스의 시대에 맞는 종교라고 믿었으며, 또한 자신을 이 새로운 시대의 예언자라고 여겼다.
텔레마는 인간 개개인이 발견하고 추구해야 할 참된 의지를 가지고 있으며, 이는 우주에 스며드는 우주적 의지와 조화를 이룬다는 사상을 중심으로 한다. 크롤리는 이 참된 의지를 찾고 발견하는 과정을 "위대한 업적" 또는 "성스러운 수호천사의 지식과 대화"를 얻는 것이라고 언급했다. 그가 선호한 방법은 17세기 그리무아르에서 얻은 의식 마법 의식인 아브라멜린 작업을 수행하는 것이었다. "네가 원하는 것을 행하라"는 도덕률은 텔레마 신자들이 종교의 윤리적 율법으로 믿고 있지만, 종교 역사가 마르코 파시는 이것이 무정부주의적 또는 자유지상주의적 구조가 아니었으며, 크롤리는 개인을 더 넓은 사회적 유기체의 일부로 보았다고 언급했다.

## 세속적 용법
"빅토리아 시대 예언자"라는 명칭은 토머스 칼라일과 존 러스킨과 같은 당시의 문화 비평가들을 지칭하는 데 사용되어 왔다.
심화되는 위기를 시사하는 논평가들은 종종 '멸망의 예언자'라고 불린다.
미래 사건을 예측하기 위해 데이터를 분석하는 과학자들도 세속적인 의미에서 예언자로 간주될 수 있다. 2020년에 앤 드리앤은 "제가 정말 감명받은 유일한 예언자들은 지난 70년간의 기후 과학자들이다"라고 말했다. 그녀는 자신의 작고한 남편 칼 세이건을 현대 예언자 중 한 명으로 포함시키면서, "그가 추측했던 많은 것들이 사실로 밝혀지지 않았지만, 그 모든 사람들은 인간이다. 그들은 단지 자신들의 지식과 지능을 사용하여 좋은 추측을 했을 뿐이다"라고 덧붙였다.

### 설명주

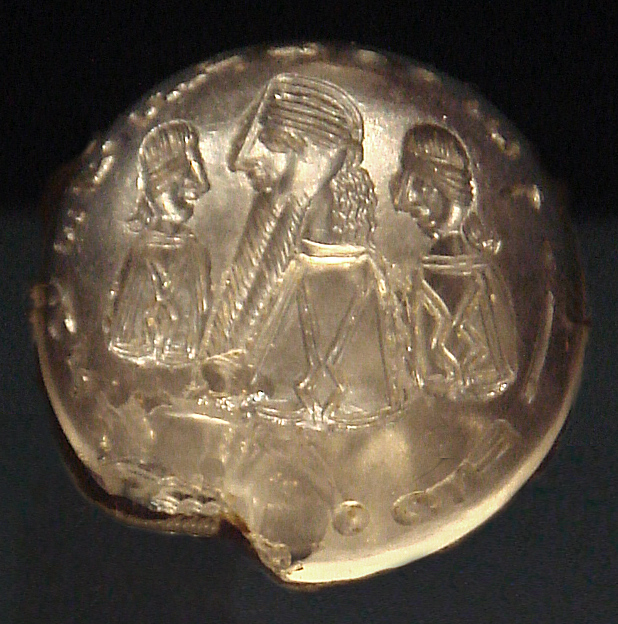
마니의 인장석, 수정, 아마도 기원후 3세기, 이라크. 파리 국립도서관 동전・메달 소장고. 인장에는 "마니, 메시아의 사자"라고 새겨져 있으며, 마니 자신이 자신의 서한에 서명하는 데 사용했을 수도 있다.

1. ↑  중세 페르시아어: 𐭌𐭀𐭍𐭉/𐭬𐠭𐭭𐭩/𐮋𐮀𐮌𐮈/𐬨𐬁𐬥𐬌/𐫖𐫀𐫗𐫏 Māni, 신페르시아어: مانی Māni, 중국어: 摩尼 Móní, 시리아어 Mānī, 그리스어 Μάνης, 라틴어 Manes; 또한 Μανιχαῖος, 라틴어 Manichaeus, 시리아어 ܡܐܢܝ ܚܝܐ Mānī ḥayyā "살아있는 마니"
2. ↑  Boyce 2001, 111쪽: "그는 이란인으로, 고귀한 파르티아 혈통이었다..."

### 참조주
1. ↑  “prophet”, 《The Free Dictionary》, 2021년 12월 19일에 확인함
2. ↑  “prophet – Definition from the Merriam-Webster Online Dictionary”. 2012년 6월 28일에 원본 문서에서 보존된 문서. 2008년 4월 10일에 확인함.
3. ↑  Fleming, Daniel E. (1993). 《The Etymological Origins of the Hebrew nābîʾ: The One Who Invokes God》. 《The Catholic Biblical Quarterly》 55. 217–224쪽. JSTOR 43721226.
4. ↑  Richter, Thomas (2006). 〈Nabû〉. 《Brill’s New Pauly》. Brill. 2022년 10월 14일에 확인함.
5. ↑  “Semitic Roots Appendix”. 《The American Heritage Dictionary》. 2019년 12월 6일에 확인함. nbʾ To name, proclaim, summon."
6. ↑  p.1571, Alcalay. An alternative translation of this Hebrew word is derived from an Akkadian word "Nabu," meaning to call. The Hebrew "Navi" has a passive sense and means "the one who has been called" (see HALOT, p.661).
7. ↑  Deuteronomy 18:18
8. ↑  라시의 창세기 20장 7절 주석.Genesis 20:7
9. ↑  Saggs, H. W. F. (1988). 《The Greatness that was Babylon: A Survey of the Ancient Civilization of the Tigris-Euphrates Valley》 rev.판. Sidgwick & Jackson. ISBN 978-0283996238.
10. ↑  Westenholz, Aage (2002).  Hansen, Morgens Herman, 편집. 《The Sumerian city-state: A comparative study of six city-state cultures: an investigation conducted by the Copenhagen Polis Center》. 《Historisk-filosofiske Skrifter》 (Copenhagen: C.A. Reitzels Forlag, 23-42.). 34–35쪽.
11. ↑  Plamen Rusev, Mesalim, Lugal Na Kish: Politicheska Istoriia Na Ranen Shumer (XXVIII-XXVI V. Pr. N. E.), Faber, 2001 (in Bulgarian) Mesalim, Lugal of Kish. Political History of Early Sumer (XXVIII–XXVI century BC.)
12. ↑  Glassner, Jean-Jacques, 2000: Les petits etats Mésopotamiens à la fin du 4e et au cours du 3e millénaire. In: Hansen, Mogens Herman (ed.) A Comparative Study of Thirty City-State Cultures. The Royal Danish Academy of Sciences and Letters, Copenhagen., P.48
13. ↑  Boyce (2001), 26쪽.
14. ↑  Boyce (1984), 1쪽.
15. ↑  Saunders, John Joseph (2002). 〈II The Prophet〉. 《A History of Medieval Islam》. Routledge. ISBN 978-1-134-93005-0.
16. 1 2  Kriwaczek (2003).
17. ↑  Levitin, Dmitri (2015). 《Ancient Wisdom in the Age of the New Science: Histories of Philosophy in England, C. 1640-1700》. Cambridge University Press. ISBN 978-1107105881.
18. ↑  cf. “If anyone comes to me and does not hate father and mother, wife and children, brothers and sisters—yes, even their own life—such a person cannot be my [그리스도] disciple.” (Luke 14:26)
19. ↑  “Deuteronomy 34:10”. 《www.sefaria.org》. 2024년 5월 22일에 확인함.
20. ↑  마이모니데스, 《13 principles of faith》, 7th principle.
21. ↑  Numbers 11:25–26
22. ↑  Numbers 11:29
23. ↑  All the Parables of the Bible, Herbert Lockyer, Zondervan, 1963.
24. ↑  Jeremiah 35:13–16, The Jewish Study Bible, Oxford University Press, 2004
25. ↑  Commentary on Jeremiah 35, The Jewish Study Bible, Oxford University Press, 2004
26. ↑  Jeremiah 13, The Jewish Study Bible, Oxford University Press, 2004
27. ↑  Commentary on Jeremiah 13, Jeremiah, The Anchor Bible, Doubleday, 1984
28. ↑  Jeremiah, Lamentations, Tremper Longman, Hendrickson Publishers, 2008.
29. ↑  Jeremiah 19, The Jewish Study Bible, Oxford University Press, 2004
30. ↑  Jeremiah 27–28, The Jewish Study Bible, Oxford University Press, 2004
31. ↑  Isaiah 20, The Jewish Study Bible, Oxford University Press, 2004
32. ↑  Ezekiel 4, The Jewish Study Bible, Oxford University Press, 2004
33. ↑  《예언자적 상상력》/월터 브루그만 지음/김기철 옮김/복있는 사람 p.122,82,83,84
34. ↑  Commentary on Jeremiah, The Jewish Study Bible, Oxford University Press, 2004
35. 1 2  Isaiah (Commentary), John Goldingay, Hendrickson, 2001
36. ↑  Commentary on Isaiah 6:8–13, The Jewish Study Bible, Oxford University Press, 2004
37. 1 2  ’’Jeremiah (Prophet)’’, The Anchor Bible Dictionary Volume 3, Doubleday, 1992
38. ↑  Jeremiah 1:19
39. ↑  ’’Jeremiah, Lamentations’’, F.B. Huey, Broadman Press, 1993
40. ↑  Jeremiah 12:6, The Jewish Study Bible, Oxford University Press, 2004
41. ↑  Jeremiah 20:1–4, The Jewish Study Bible, Oxford University Press, 2004
42. ↑  The NIV Study Bible, Zondervan, 1995, p. 1501
43. ↑  Jeremiah 37:18, Jeremiah 38:28, The Jewish Study Bible, Oxford University Press, 2004
44. ↑  Jeremiah 38:4, The Jewish Study Bible, Oxford University Press, 2004
45. ↑  Jeremiah 38:6, The Jewish Study Bible, Oxford University Press, 2004
46. ↑  Jeremiah 28, The Jewish Study Bible, Oxford University Press, 2004
47. ↑  Isaiah 30:11, The Jewish Study Bible, Oxford University Press, 2004
48. ↑  Exodus 2, Exodus 10:28, The Jewish Study Bible, Oxford University Press, 2004
49. ↑  1 Samuel 9:9, 히브리어 – 영어 성경
50. ↑  Discussed more recently in Morris Silver, Prophets and Markets: The Political Economy of Ancient Israel (Dordrecht NL: Springer Science and Business Media, 2013), 154-75.
ISBN 9789400974180
51. 1 2 3 4  “Prophets and Prophecy”.
52. ↑  Rashi on Genesis 29:34.
53. ↑  “1611 King James Bible: Book of Isaiah, chapter 8, verse 3-4.”. 《kingjamesbibleonline.org》 (영어). 2017년 2월 19일에 원본 문서에서 보존된 문서.: "And I went unto the prophetess; and she conceived, and bare a son. Then said the LORD to me, Call his name Mahershalalhashbaz."
54. ↑  Numbers 24:1–24:18
55. ↑  Matthew 14:1–7, 2 Kings 3:11
56. ↑  Nei, Briana (2019년 1월 25일). 《Revealed in Ephesians: The Mystery of Who I Am in Christ》 (영어). WestBow Press. ISBN 978-1-9736-4773-7. Anyone who contradicts scripture, preaches another gospel or denies the divinity of Christ is a false prophet. Paul said, “But even if we or an angel from heaven should preach a gospel other than the one we preached to you ...
57. ↑  Deuteronomy 18:21–22
58. ↑  Ezekiel 13:3, "주 여호와께서 이같이 말씀하시기를 화 있을진저 자기 심령을 따라 아무것도 보지 못한 어리석은 선지자여!"
59. ↑  Beutner, Dawn. "Advent and the Jewish Prophets", The Catholic World Report, December 1, 2021
60. ↑  Catechism of the Catholic Church, §783
61. ↑  CCC, 905
62. ↑  Colecchi, D.Min., Stephen M., "Roots of Catholic Social Teaching Found in the Old Testament Prophets", USCCB
63. ↑  Bellini, Peter (2015년 9월 4일). “Pentecostals Don't Have a Copyright on the Holy Spirit (Part I)” (영어). 2021년 8월 20일에 확인함.
64. 1 2 3  Dawson, Steve; Hornbacher, Mark (2019년 4월 10일). 《Ordinary Christians, Extraordinary Signs: Healing in Evangelization》 (영어). The Word Among Us Press. ISBN 978-1-59325-007-2. The Catholic Church is "continuationist," rather than "cessationist." What does that mean? Cessationism is the belief that the signs and wonders of the New Testament Church—the extraordinary spiritual gifts (charisms) like tongues, prophecy, or healing—were only intended for a time and ceased to be present in the Church after that period of time had elapsed. Continuationism, on the other hand, is the belief that the signs and wonders of the early Church have continued.
65. ↑  (cf. Luke 16:16)
66. ↑  존 맥아더 (2006년 3월 1일). 《John 1-11 MacArthur New Testament Commentary》 (영어). Moody Publishers. 124쪽. ISBN 978-0-8024-8044-6. John the Baptist was the last prophet under the old covenant (Luke 16:16); Jesus came as the mediator of the new covenant (Heb. 8:6; 12:24), which He ratified by His sacrificial death (Luke 22:20; 1 Cor. 11:25).
67. ↑  Revelation 11:10
68. ↑  마태오의 복음서 10:40–41, 23:34
69. ↑  요한의 복음서 13:20, 15:20
70. ↑  사도행전 11:25–30, 13:1, 15:32
71. ↑  “Early Christian Writings: Didache (Chapters 11–15)”.
72. ↑  “Against Heresies, Book V Chapter 6.1”.
73. ↑  “Early Christian Writings: Dialogue with Trypho (Chapter LXXXII)”.
74. ↑  “Early Christian Writings: Shepherd of Hermas (Eleventh Commandment)”.
75. ↑  “Ecclesiastical History, Book III, Chapter 37.1”.
76. ↑  “Ecclesiastical History, Book V, Chapter 17.2–4”.
77. ↑  “A Treatise on the Soul, Chapter 9”.
78. ↑  “Who Is a Prophet?”. 《The Spiritual Life》 (미국 영어). 2019년 5월 24일. 2020년 5월 19일에 확인함.
79. ↑  “The Miracle Hunter : Marian Apparitions”. 《marianapparitions.org》. 2016년 6월 10일에 확인함.
80. ↑  “Jürgen Beyer, Lay prophets in Lutheran Europe (c. 1550–1700) (Brill's series in church history and religious culture 74), Leiden & Boston: Brill, 2017”. 2016년 9월 23일에 원본 문서에서 보존된 문서. 2017년 12월 9일에 확인함.
81. ↑  Christianity: A Report on the Size and Distribution of the World's Christian Population, p. 67. See also The New International Dictionary, "Part II Global Statistics: A Massive Worldwide Phenomenon".
82. ↑  “BBC - Religions - Mormon: Living prophets”.
83. ↑  Grenet, Frantz (2022). 《Splendeurs des oasis d'Ouzbékistan》. Paris: Louvre Editions. 93쪽. ISBN 978-8412527858.
84. ↑  “Believers, Proselytizers, & Translators The Sogdians”. 《sogdians.si.edu》.
85. ↑  GULÁCSI, ZSUZSANNA (2010). 《The Prophet's Seal: A Contextualized Look at the Crystal Sealstone of Mani (216-276 C.E.) in the Bibliothèque nationale de France》 (PDF). 《Bulletin of the Asia Institute》 24. 164쪽. ISSN 0890-4464. JSTOR 43896125.
86. ↑  Taraporewala, I.J.S., 《Manichaeism》, Iran Chamber Society, 2015년 1월 12일에 확인함
87. ↑  Henning, W.B., The Book of Giants, BSOAS, Vol. XI, Part 1, 1943, pp. 52–74: "...Mani, who was brought up and spent most of his life in a province of the Persian empire, and whose mother belonged to a famous Parthian family, did not make any use of the Iranian mythological tradition.  There can no longer be any doubt that the Iranian names of Sām, Narīmān, etc., that appear in the Persian and Sogdian versions of the Book of the Giants, did not figure in the original edition, written by Mani in the Syriac language."
88. ↑  예언자 - 이란 백과사전
89. 1 2  Turner, Alice K. (1993). 《The History of Hell》 (미국 영어) 1판. United States: 하코트 브레이스. 50쪽. ISBN 978-0-15-140934-1.
90. ↑  Widengren, Geo Mesopotamian elements in Manichaeism (King and Saviour II): Studies in Manichaean, Mandaean, and Syrian-gnostic religion, Lundequistska bokhandeln, 1946.
91. ↑  Hopkins, Keith (July 2001). 《A World Full of Gods: The Strange Triumph of Christianity》. New York: Plume. 246, 263, 270쪽. ISBN 0-452-28261-6. OCLC 47286228.
92. ↑  Arendzen, John (1 October 1910). "Manichæism". 가톨릭 백과사전. Vol. 9. New York: The Encyclopedia Press, Inc.
93. ↑  Jason BeDuhn; Paul Allan Mirecki (2007). 《Frontiers of Faith: The Christian Encounter With Manichaeism in the Acts of Archelaus》. BRILL. 6쪽. ISBN 978-90-04-16180-1.
94. ↑  Andrew Welburn, Mani, the Angel and the Column of Glory: An Anthology of Manichaean Texts (Edinburgh: Floris Books, 1998), p. 68
95. ↑  R. van den Broek, Wouter J. Hanegraaff Gnosis and Hermeticism from Antiquity to Modern TimesSUNY Press, 1998 ISBN 978-0-7914-3611-0 p. 37
96. ↑  Gardner, Iain; Lieu, Samuel N. C., 편집. (2004). 《Manichaean Texts from the Roman Empire》. Cambridge: 케임브리지 대학교 출판부.
97. ↑  Jason David BeDuhn The Manichaean Body: In Discipline and Ritual Baltimore: Johns Hopkins University Press. 2000 republished 2002 p.IX
98. ↑  Li, Linzhou (2004). 《福州摩尼教重要遗址——福州台江义洲浦西福寿宫》 (중국어) 1판. 44쪽.
99. ↑  Chen, Yizhou; Tu, Yuanji (2004). 《福建摩尼教寺院遗址考》 (중국어) 1판. 82쪽.
100. ↑  Clarence, Siut Wai Hung. “The Forgotten Buddha: Manichaeism and Buddhist Elements in Imperial China”. 2024년 1월 29일에 확인함.
101. ↑  Wheeler, Brannon M. (2002년 6월 18일). 《Prophets in the Quran: an introduction to the Quran and Muslim exegesis》. Comparative Islamic studies. 컨티넘 (출판사). 8쪽. ISBN 978-0-8264-4957-3. 2011년 1월 29일에 확인함. There are 25 prophets mentioned by name in the Quran [...] Among those mentioned by name are: 아담 (mentioned 25 times by name), 이드리스 (1), 노아 (43), 후드 (7), 살리흐 (10), 아브라함 (69), 이스마엘 (12), 이사악 (17), 야곱 (16), 롯 (27), 요셉 (27), 슈아이브 (11), 욥 (4), 줄키플 (2), 모세 (137), 아론 (20), 다윗 (16), 솔로몬 (17), 엘리야 (1), 엘리사 (2), 요나 (4), 즈가리야 (7), 요한 (5), 예수 (25), 무함마드 (4).
102. ↑  “Number Of Prophets & Messengers”.
103. ↑  쿠란 16:36
104. ↑  (see 성경 서사와 꾸란)
105. ↑  Chambers 21st Century Dictionary. p. 1111
106. ↑  Beyond the Written Word: Oral Aspects of Scripture in the History of Religion, William A. Graham, William Albert Graham – 1993, p93
107. ↑  The militia – Page 100, James B. Whisker – 1992 "The work of Mohammed (569–632), commonly called the Prophet, the Koran was revealed in a series of visions over a period of many years beginning in 610"
108. ↑  Tafsir Ibn Kathir Juz’ 26 (Part 26): Al-Ahqaf 1 To Az-Zariyat 30, Muhammad Saed Abdul-Rahman – 2009
109. ↑  쿠란 3:45
110. ↑  Schumann, Olaf H. (2002). 《Jesus the Messiah in Muslim thought》. Delhi: ISPCK/HMI. ISBN 81-7214-522-5. OCLC 51207017.
111. ↑  Parrinder, Geoffrey (2013년 5월 2일). 《Jesus in the Qur'ān》. London. ISBN 978-1-85168-999-6. OCLC 826659885.
112. ↑  McDowell, Josh. (October 2013). 《Understanding Islam and Christianity》. Walker, Jim, 1956-. Eugene, Oregon. ISBN 978-0-7369-4991-0. OCLC 859328502.
113. ↑  Virani, Shafique (2019). 《Hierohistory in Qāḍī l-Nuʿmān's Foundation of Symbolic Interpretation (Asās al-Taʾwīl): The Birth of Jesus》. 《Studies in Islamic Historiography》 (영어). 147–169쪽. doi:10.1163/9789004415294_007. ISBN 9789004415294. S2CID 214047322.
114. 1 2 3 4 5  Upal, M. Afzal (2021). 〈The Cultural Genetics of the Aḥmadiyya Muslim Jamāʿat〉.   Cusack, Carole M.; Upal, M. Afzal. 《Handbook of Islamic Sects and Movements》. Brill Handbooks on Contemporary Religion 21. 레이던 및 보스턴: 브릴 (출판사). 637–657쪽. doi:10.1163/9789004435544_034. ISBN 978-90-04-43554-4. ISSN 1874-6691.
115. 1 2 3 4  Korbel, Jonathan; Preckel, Claudia (2016). 〈Ghulām Aḥmad al-Qādiyānī: The Messiah of the Christians—Peace upon Him—in India (India, 1908)〉.   Bentlage, Björn; Eggert, Marion; Krämer, Hans-Martin; Reichmuth, Stefan. 《Religious Dynamics under the Impact of Imperialism and Colonialism》. Numen Book Series 154. 레이던: 브릴 (출판사). 426–442쪽. doi:10.1163/9789004329003_034. ISBN 978-90-04-32511-1.
116. 1 2  Valentine, Simon (2008). 《Islam and the Ahmadiyya jamaʻat: History, belief, practice》. Columbia University Press. xv passim쪽. ISBN 978-0-231-70094-8.
117. ↑  Gualtieri, Antonio R. (1989). 《Conscience and Coercion: Ahmadi Muslims and Orthodoxy in Pakistan》. Guernica Editions. 18–20쪽. ISBN 978-0-920717-41-7.
118. ↑  Friedmann, Yohanan (2003). 《Prophecy Continuous: Aspects of Ahmadi Religious Thought and Its Medieval Background》. Oxford University Press. 116–17, 121쪽. ISBN 965-264-014-X.
119. ↑  Khan, Adil Hussain (2015). 《From Sufism to Ahmadiyya: A Muslim minority movement in south Asia》. Indiana University Press. 2, 42–48쪽. ISBN 978-0253015297.
120. ↑  Gualtieri, Antonio R. (1989). 《Conscience and Coercion: Ahmadi Muslims and orthodoxy in Pakistan》. Guernica Editions. 22쪽. ISBN 978-0-920717-41-7.
121. ↑  Louis J., Hammann (1985). “Ahmaddiyyat - an introduction”. Ahmadiyya Muslim Community [online]. 2016년 6월 11일에 원본 문서에서 보존된 문서. 2018년 2월 27일에 확인함.
122. ↑  Finegan, Jack (1981). 《Discovering Israel: An Archeological Guide to the Holy Land》 (영어). Eerdmans. ISBN 978-0-8028-1869-0.
123. ↑  Hitti, Philip K. (1928). 《The Origins of the Druze People and Religion: With Extracts from Their Sacred Writings》. Library of Alexandria. 37쪽. ISBN 9781465546623.
124. ↑  Dana, Nissim (2008). 《The Druze in the Middle East: Their Faith, Leadership, Identity and Status》. Michigan University press. 17쪽. ISBN 9781903900369.
125. 1 2 3  Mahmut, R. İbrahim (2023). 《The Christian Influences in Ismaili Thought》. 《The Journal of Iranian Studies》 7. 83–99쪽. doi:10.33201/iranian.1199758.
126. ↑  Hutter, Manfred (2005). 〈Bahā'īs〉.   Ed. Lindsay Jones. 《Encyclopedia of Religion》 2 2판. 디트로이트: 맥밀란 참조 USA. 737–740쪽. ISBN 0-02-865733-0.
127. 1 2  Cole, Juan (1982). 《The Concept of Manifestation in the Baháʼí Writings》. 《바하이 연구》. monograph 9. 1–38쪽.
128. ↑  Exodus 4:14–17
129. ↑  Booth 2000, 184–88쪽; Sutin 2000, 122–25쪽; Kaczynski 2010, 127–29쪽.
130. ↑  Booth 2000, 184–88쪽; Sutin 2000, 125–33쪽.
131. ↑  Booth 2000, 412–17쪽; Sutin 2000, 319–20쪽; Kaczynski 2010, 413–15쪽; Churton 2011, 287–88쪽.
132. ↑  Drury 2012, 210쪽; Doyle White 2016, 3쪽.
133. ↑  Asprem 2013, 88쪽.
134. ↑  Djurdjevic 2014, 51쪽.
135. ↑  Hutton 1999, 174쪽; Drury 2012, 209쪽.
136. ↑  Asprem 2013, 88–89쪽.
137. ↑  Asprem 2013, 89쪽.
138. ↑  Pasi 2014, 49쪽.
139. ↑  Reinhard, Randall Gene (2020년 2월 11일). 《Edward Irving, Thomas Carlyle, and the making of the 'Victorian Prophet'》 (학위논문) (영어). doi:10.7488/era/116.
140. ↑  “Ruff sees more rough times ahead – MarketWatch”. 2009년 4월 9일에 확인함.
141. ↑  Rushe, Dominic (2008년 10월 26일). “Nouriel Roubini: I fear the worst is yet to come – Times Online”. 《The Times》 (London). 2009년 7월 8일에 원본 문서에서 보존된 문서. 2009년 4월 9일에 확인함. ...after making a series of uncannily accurate predictions about the global meltdown, Roubini has become the prophet of his age...
142. ↑  Palmer, Rob (2020년 6월 30일). “Exploring Possible Worlds with Ann Druyan”. 《Skeptical Inquirer》. Center for Inquiry. 2023년 8월 8일에 확인함.

## 참고 문헌
- Asprem, Egil (2013). 《Arguing with Angels: Enochian Magic and Modern Occulture》. 올버니 (뉴욕주): 뉴욕 주립 대학교 출판부. ISBN 978-1-4384-4191-7. OCLC 809317694.
- Booth, Martin (2000). 《A Magick Life: The Biography of Aleister Crowley》. 런던: Coronet Books. ISBN 978-0-340-71806-3. OCLC 59483726.
- Boyce, Mary (1984). 《Textual Sources for the Study of Zoroastrianism》. 맨체스터 대학교 출판부.
- Boyce, Mary (2001). 《Zoroastrians: Their Religious Beliefs and Practices》. 런던: 루틀리지. ISBN 978-0-415-23902-8.
- Churton, Tobias (2011). 《Aleister Crowley: The Biography》. 런던: Watkins Books. ISBN 978-1-78028-012-7. OCLC 701810228.
- Djurdjevic, Gordan (2014). 《India and the Occult: The Influence of South Asian Spirituality on Modern Western Occultism》. 뉴욕시: 팔그레이브 맥밀런. ISBN 978-1-137-40498-5. OCLC 870285576.
- Doyle White, Ethan (2016). 《Lucifer Over Luxor: Archaeology, Egyptology, and Occultism in Kenneth Anger's Magick Lantern Cycle》. 《현재의 과거》 7. 1–10쪽. doi:10.5334/pp.73. ISSN 1759-2941.
- Drury, Nevill (2012). 〈알리스터 크롤리의 텔레마 성 마법〉.   Drury, Nevill. 《Pathways in Modern Western Magic》. 리치먼드 (캘리포니아주): Concrescent Scholars. 205–245쪽. ISBN 978-0-9843729-9-7. OCLC 814283519.
- Hutton, Ronald (1999). 《달의 승리: 현대 이교 마녀술의 역사》. 뉴욕: 옥스퍼드 대학교 출판부. ISBN 978-0-19-285449-0. OCLC 41452625.
- Kaczynski, Richard (2010). 《페르두라보: 알리스터 크롤리의 삶》 개정 및 확장판. 버클리 (캘리포니아주): 노스 애틀랜틱 북스. ISBN 978-1-55643-899-8.
- Kriwaczek, Paul (2003). 《자라투스트라를 찾아서: 최초의 예언자와 세상을 바꾼 사상들》. 크놉. ISBN 978-0375415289.
- Pasi, Marco (2014) [1999]. 《알리스터 크롤리와 정치의 유혹》. 아리엘 고드윈 (번역자). 더럼: 아큐멘. ISBN 978-1-84465-696-7. OCLC 872678868.
- Sutin, Lawrence (2000). 《네가 원하는 것을 행하라: 알리스터 크롤리의 삶》. 뉴욕: 세인트 마틴 프레스. ISBN 978-0-312-25243-4. OCLC 43581537.